# Luis XIV de Francia
Luis XIV (Saint-Germain-en-Laye, 5 de septiembre de 1638-Versalles, 1 de septiembre de 1715), apodado el Grande (en francés: le Grand) o el Rey Sol (le Roi Soleil), fue rey de Francia desde 1643 hasta su muerte en 1715. Su reinado, de 72 años y 110 días, es el más longevo de la historia de los reyes cuyas fechas puedan ser verificables.
Aunque la Francia de Luis XIV fue un icono de la era del absolutismo en Europa, el rey se rodeó de una variedad de figuras políticas, militares y culturales significativas, como Bossuet, Colbert, Le Brun, Le Nôtre, Lully, Mazarino, Molière, Racine, Turenne y Vauban.
Luis comenzó su gobierno personal en 1661, tras la muerte de su principal ministro, el cardenal Mazarino. Partidario de la legitimación divina, Luis continuó la labor de sus predecesores de crear un Estado centralizado gobernado desde la capital. Trató de eliminar los restos de feudalismo que persistían en algunas partes de Francia, al obligar a muchos miembros de la nobleza a habitar su fastuoso Palacio de Versalles; y consiguió pacificar a la aristocracia, muchos de cuyos miembros habían participado en la Fronda durante su minoría de edad. Por estos medios se convirtió en uno de los monarcas franceses más poderosos y consolidó un sistema de monarquía absoluta en Francia que perduró hasta la Revolución francesa.
Luis también impuso la uniformidad de la religión bajo la Iglesia católica. Su revocación del Edicto de Nantes abolió los derechos de la minoría protestante hugonote y la sometió a una oleada de dragonadas, obligando de hecho a los hugonotes a emigrar o convertirse, además de destruir prácticamente la comunidad protestante francesa.
Durante el largo reinado de Luis, Francia se convirtió en una gran potencia europea e hizo valer regularmente su poderío militar. Un conflicto con España marcó toda su infancia, mientras que durante su gobierno personal, el reino participó en tres grandes conflictos continentales, cada uno contra poderosas alianzas extranjeras: la guerra franco-neerlandesa, la guerra de los Nueve Años y la guerra de sucesión española. Además, Francia también disputó guerras más cortas, como la Guerra de Devolución y la Guerra de las Reuniones. La guerra definió la política exterior de Luis y su personalidad moldeó su enfoque. Impulsado por "una mezcla de comercio, venganza y pique", intuyó que la guerra era el medio ideal para realzar su gloria. En tiempos de paz, se concentró en preparar la siguiente guerra. Enseñó a sus diplomáticos que su trabajo consistía en crear ventajas tácticas y estratégicas para el ejército francés. A su muerte en 1715, Luis XIV dejó a su bisnieto y sucesor, Luis XV, un reino poderoso, aunque muy endeudado tras la guerra de sucesión española que se había prolongado desde 1701.
Entre los logros significativos durante su reinado, que tendrían una amplia influencia en el periodo moderno temprano hasta bien entrada la Revolución Industrial y hasta nuestros días, figuran la construcción del Canal del Mediodía, el mecenazgo de artistas y la fundación de la Academia de Ciencias de Francia.

## Infancia y ascenso al trono

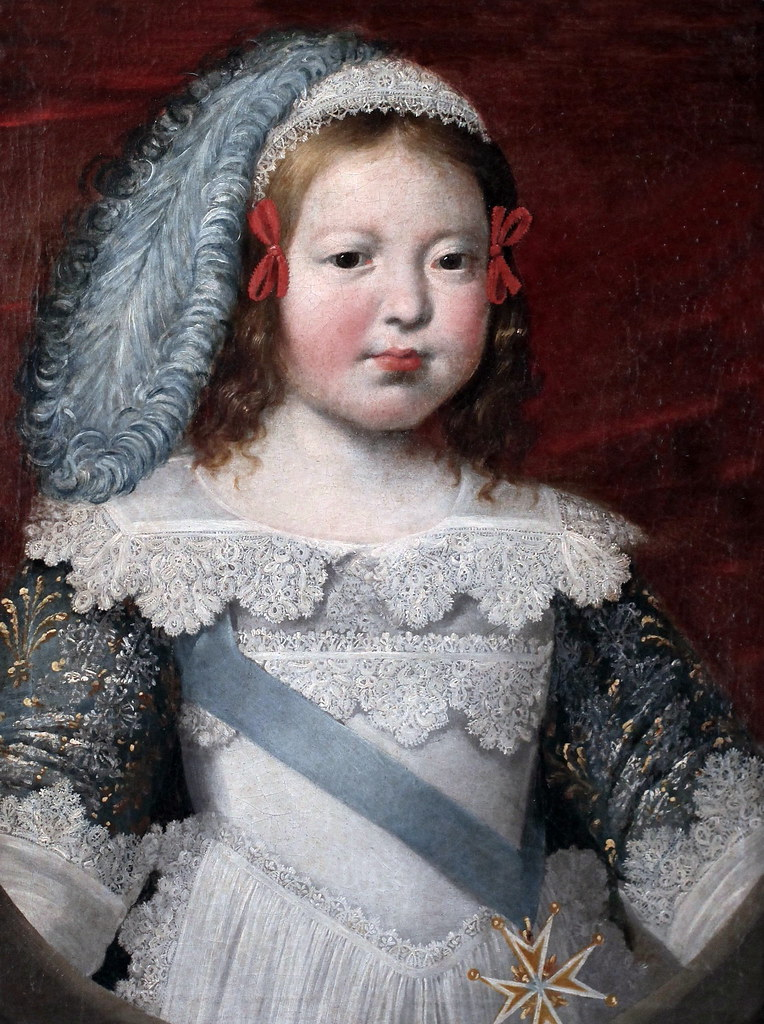
Luis XIV, delfín de Francia.

Luis XIV nació el 5 de septiembre de 1638, en Saint-Germain-en-Laye, suceso que fue recibido como un don divino por sus padres, Luis XIII y Ana de Austria, los cuales no habían conseguido descendencia en veintitrés años; por ello fue bautizado como Luis Diosdado o Louis-Dieudonné (Dieudonné significa «dado por Dios»); también se le otorgaron los títulos de premier fils de France («primer hijo de Francia») además del tradicional de delfín de Francia.
Posteriormente, en 1640, Luis XIII y Ana tuvieron un segundo hijo, Felipe, que sería duque de Orleans. 

Luis XIII no se fiaba de la habilidad de su esposa para gobernar Francia tras su muerte, por lo que decretó que un consejo regente gobernase en nombre de su hijo durante su minoría de edad, para reducir así el poder de Ana de Austria como reina madre durante la regencia. No obstante, tras la muerte de Luis XIII y tras la ascensión al trono, con cinco años, de Luis XIV el 14 de mayo de 1643, Ana anuló el testamento de Luis XIII en el Parlamento, rompió con el Consejo y quedó como única regente. Durante su regencia, confió el poder a su primer ministro, el italiano cardenal Mazarino, al que la mayoría de los círculos políticos franceses despreciaban por su origen no francés.

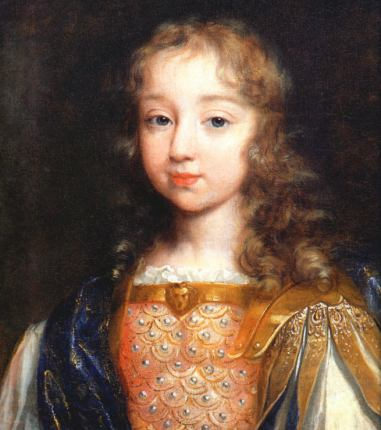
Luis XIV, entonces alrededor de diez años

Al finalizar la guerra de los Treinta Años, en el año 1648 comenzó una guerra civil francesa conocida como la Fronda. Mazarino continuó con las políticas de centralización emprendidas por su predecesor, Richelieu, aumentando así el poder real a expensas de la nobleza. En 1648, intentó imponer un impuesto a los miembros del Parlamento, el cual estaba constituido, principalmente, por miembros de la nobleza y altos cargos eclesiásticos. Los miembros del Parlamento no solo rechazaron el impuesto, sino que también ordenaron la quema de todos los edictos financieros de Mazarino. En una ocasión en que el cardenal ordenó arrestar a algunos miembros del Parlamento, París se insurreccionó. Un grupo de parisinos molestos irrumpió en el palacio real exigiendo ver al rey. Tras ser conducidos a la alcoba real, se quedaron mirando a Luis XIV, que se estaba haciendo el dormido, y después se marcharon tranquilamente. Debido al peligro que corría la familia real y la monarquía, Ana huyó de París con el rey y sus cortesanos. Poco tiempo después, la firma de la Paz de Westfalia permitió al ejército francés volver a ayudar a Luis XIV y su corte real. Ya en enero de 1649 comenzó el asedio de la rebelde París. La subsecuente Paz de Rueil acabó con el conflicto, por lo menos temporalmente.
La segunda Fronda comenzó cuando la primera Fronda (Fronde Parlementaire) finalizó en 1650. Nobles de todo rango, desde princesas de sangre real y primos del rey, como Gastón de Orleans, su hija, Ana María Luisa de Orleans, Luis II de Borbón-Condé y Armando de Borbón-Conti, a nobles de largo linaje como Francisco VI, duque de La Rochefoucauld, Frédéric Maurice de La Tour d'Auvergne, su hermano, Enrique de la Tour de Auvergne-Bouillon y Marie de Rohan-Montbazon, incluso nobles de ascendencia real legítima como Enrique II de Orleans y Francisco de Borbón-Vendôme, participaron en la rebelión contra el poder real. Incluso el clero tenía representación en la rebelión en la persona de Jean-François Paul de Gondi. Como resultado a estos días tumultuosos, en los que se dice que la reina madre tuvo que vender sus joyas para alimentar a sus hijos, Luis XIV desarrolló una gran desconfianza hacia la nobleza.

## Fin de la guerra con España y reinado personal

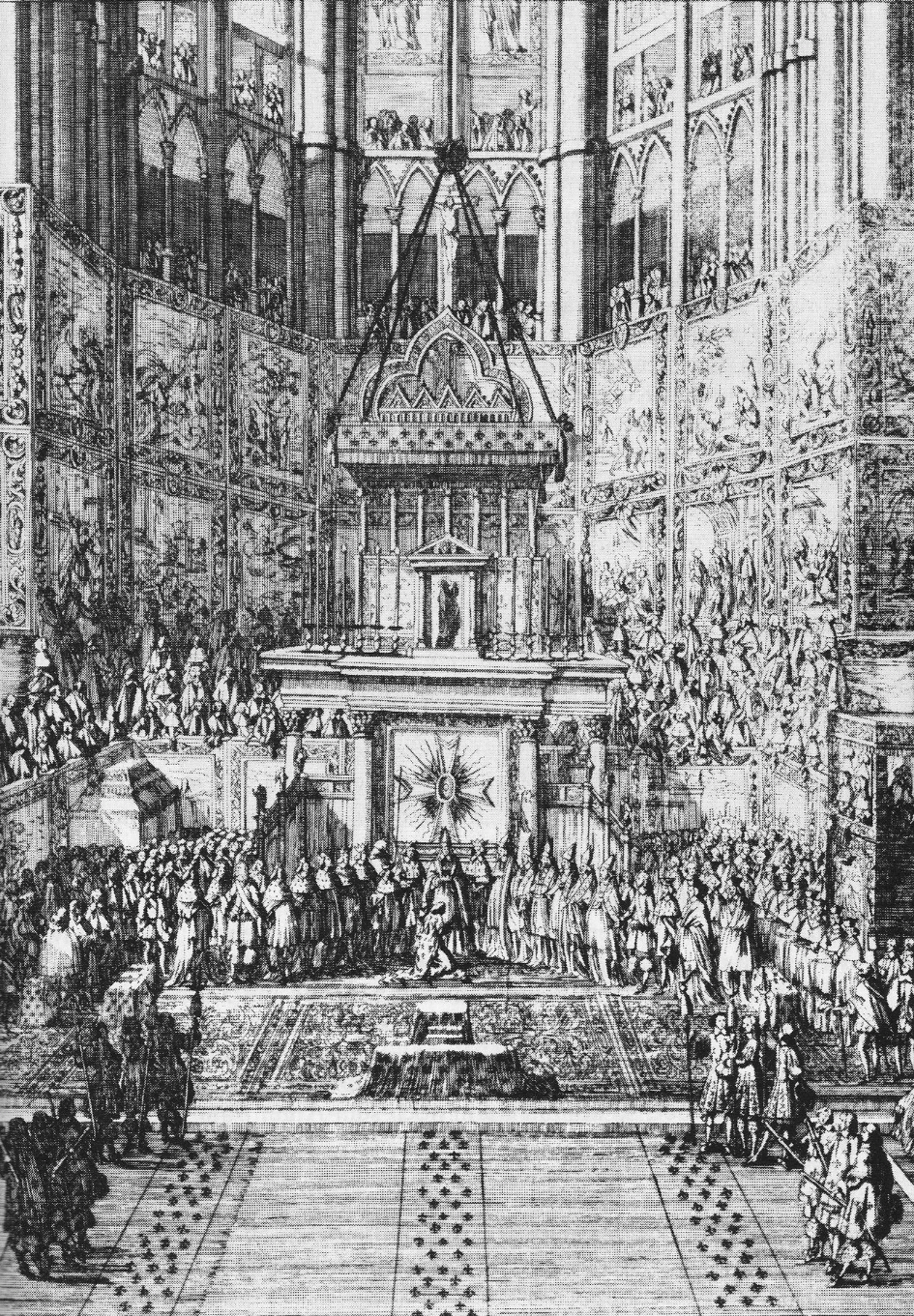
Coronación de Luis XIV en Reims en 1654.

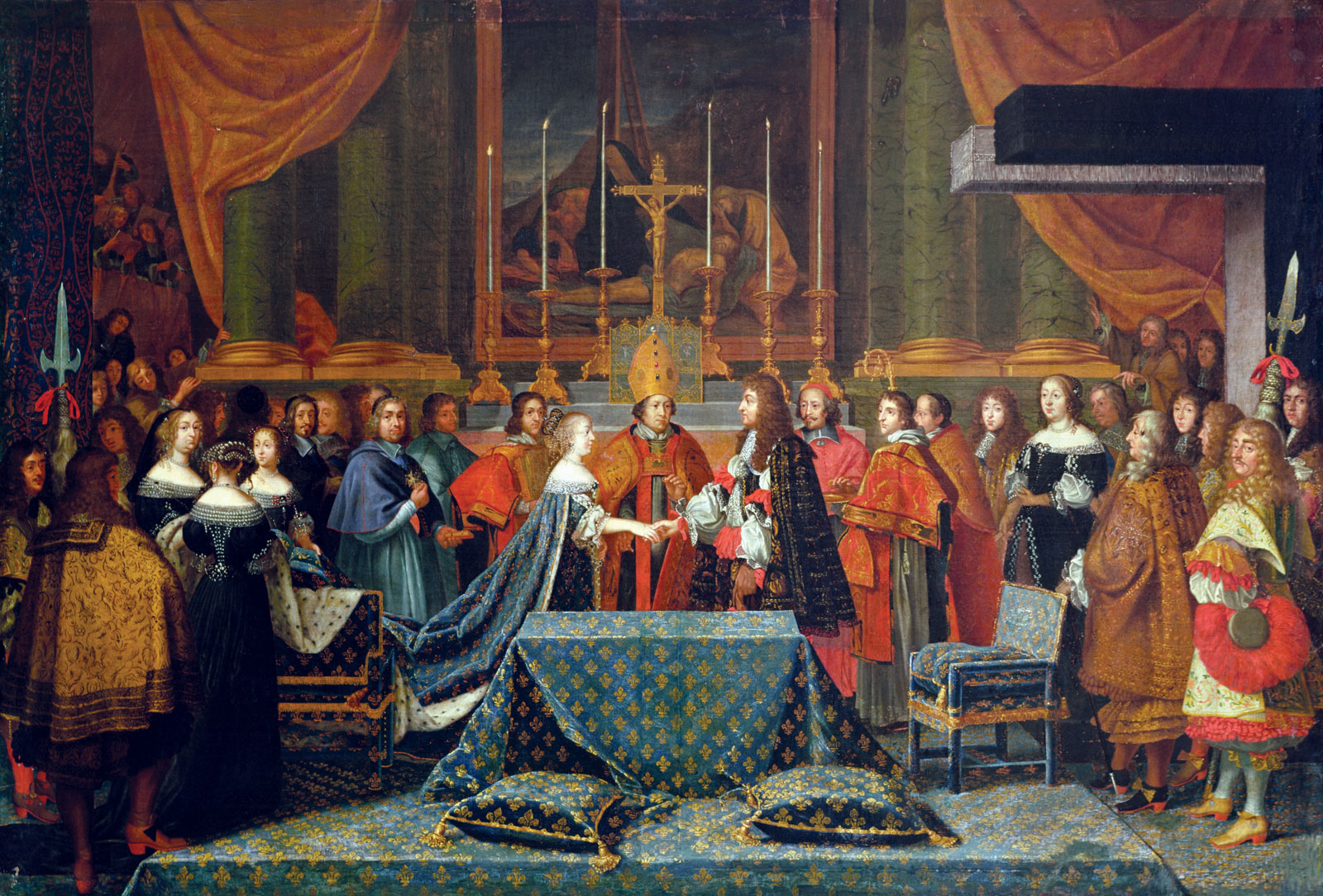
Su matrimonio en 1660.

Mientras, la guerra con España continuaba. Los franceses recibieron apoyo militar de Inglaterra, dirigida por Oliver Cromwell. La alianza anglo-francesa venció a los españoles en la batalla de las Dunas de 1658. 
El resultado de la guerra fue la firma del de Tratado de los Pirineos que fijó la frontera entre España y Francia en los Pirineos, a la vez que España se vió forzada a entregar a Francia varias provincias y ciudades de las Provincias Unidas de los Países Bajos españoles y en el Rosellón. 
Este tratado cambió la balanza de poder, lo que incluyó la unión de las casas de los Habsburgo y de los Borbón, mediante el matrimonio del Rey Luis XIV con la infanta de España María Teresa de Austria de la Casa de los Habsburgo, quien era hija del rey Felipe IV de España y de la boda del Rey Felipe IV con la princesa Isabel de Francia quien con ello se convirtió en Reina de España, cabe señalarse que ambos eran tíos carnales de Luis XIV, por lo que  resultaba que el Monarca Español y su esposa eran primos hermanos dobles. El matrimonio doble se celebró el 9 de junio de 1660 en la Iglesia de San Juan Bautista en la población de San Juan de Luz. Y por lo tanto este acontecimiento debería de garantizar la paz entre ambas monarquías.

## Guerra en las Provincias Unidas de los Países Bajos

Expansión francesa bajo Luis XIV.

Tras el fallecimiento de Felipe IV de España, tío y suegro de Luis XIV, en 1665, el hijo de Felpe  y de Isabel, Carlos, quien en ese momento tenía apenas 3 años de edad, ascendió al Trono como Carlos II de España. 
Luis XIV reclamó el territorio de Brabante, en los Países Bajos, gobernados hasta entonces por el rey de España, señalando que debía ser devuelto a su esposa, María Teresa, quien era media hermana mayor de Carlos II (hija del primer matrimonio del padre de ambos). 
Luis XIV argumentó que las costumbres de Brabante no permitían que un hijo sufriera prejuicios por las consecuencias de que su padre volviera a casarse, por lo que tenía prioridad sobre los hijos de los siguientes matrimonios a la hora de heredar. 
Estas reclamaciones darían orogen a la Guerra de Devolución de 1667, en la cual Luis participó personalmente.
Los intereses de Luis en los Países Bajos se beneficiaron de los problemas internos de la República de los Siete Países Bajos Unidos. 
El político más importante del momento en las Provincias Unidas, Johan de Witt, temía que el joven Guillermo III, Príncipe de Orange, se hiciese con el poder en las Provincias Unidas. 
En tanto que De Witt pensaba que una guerra naval contra Francia podía ser llevadera, no así una guerra terrestre, que permitiría la intervención de Guillermo III, dejándole con el poder. 
Así, con las Provincias Unidas divididas por el conflicto interno entre los seguidores de De Witt y los de Guillermo de Orange, junto a las refriegas entre ingleses y holandeses, Francia no tuvo ninguna dificultad en invadir el Flandes y el Franco Condado. 
Los movimientos y avance del ejército francés sorprendieron a los habitantes de las Provincias Unidas, y por lo mismo los franceses ocuparon dichos condados, y una vez repuestos de esas acciones de guerra, los neerlandeses solicitaron el apoyo  a Inglaterra y Suecia rdtableciendose así la Triple Alianza el año 1668. 
La formación de la Triple Alianza ponía a Luis XIV ante el problema de verse envuelto en una guerra de mayores dimensiones, por lo que aceptó firmar la paz en el Tratado de Aquisgrán, por el cual Francia se quedaba con el control de Flandes, pero devolvía el Franco Condado a España.
La Triple Alianza no duró mucho. En 1670, Carlos II de Inglaterra, atraído por sobornos franceses, firmó en secreto el Tratado de Dover, convirtiéndose en aliado francés. Ambos reinos declararon la guerra a las Provincias Unidas en 1672. 
La rápida invasión y ocupación de la práctica totalidad de los Países Bajos, salvo Ámsterdam, provocó un golpe de Estado contra De Witt, lo que permitió a Guillermo III hacerse con el poder. Guillermo III se alió con España y el Sacro Imperio, y, tras dos años de lucha, en 1674 firmó un tratado de paz con Inglaterra, forzando a los ingleses a retirarse de las Provincias Unidas. 
Guillermo de Orange terminó casándose con María II de Inglaterra, sobrina de Carlos II de Inglaterra, matrimonio que debía garantizar la paz y una alianza de ambas naciones, lo que anuló cualquier futura incursión de los ingleses en asuntos o conflictos de los Países Bajos. 
Sin embargo, y a pesar de estos movimientos diplomáticos, la guerra continuó con grandes victorias francesas sobre las fuerzas de la coalición oponente. No obstante, las naciones implicadas, extenuadas por la guerra, comenzaron a negociar una paz, que finalizó en 1678 con la Paz de Nimega. En dicho tratado, y a pesar de que devolvió todo el territorio holandés capturado, Luis XIV ganó la posesión de más ciudades y retuvo el Franco Condado, que había sido invadido en pocas semanas.
El Tratado de Nimega incrementó todavía más la influencia francesa en Europa, pero no satisfizo a Luis XIV. El rey despidió a su ministro de asuntos exteriores, Simon Arnauld de Pomponne, el año 1679, porque consideraba su actitud demasiado comprometida con los aliados. Luis XIV continuó agrandando su ejército, aunque, en vez de conseguir sus reclamaciones territoriales por las armas, usó juicios. 
Pero debido a que en dicho tratado se habían incluido condiciones ambiguas, algo que era muy común en los tratados de la época, gracias a ello Luis consiguió reclamar que los territorios que se le habían arrebatado en los tratados firmados previamente, los que debían de cederse junto con las regiones dependientes y las tierras que habían pertenecido a esos territorios formalmente. La anexión de estos territorios tenía el objetivo de proporcionar a Francia una frontera más defendible. 
Luis también deseaba la ciudad de Estrasburgo, un emplazamiento estratégico importante. Estrasburgo estaba emplazado en Alsacia, territorio que no se le había cedido a Luis XIII en la Paz de Westfalia, pero no se cedió a sus reclamos. Sin embargo, Luis XIV decidió ocuprla en 1681, argumentando conceptos legales.

## Dominación en la década de 1680

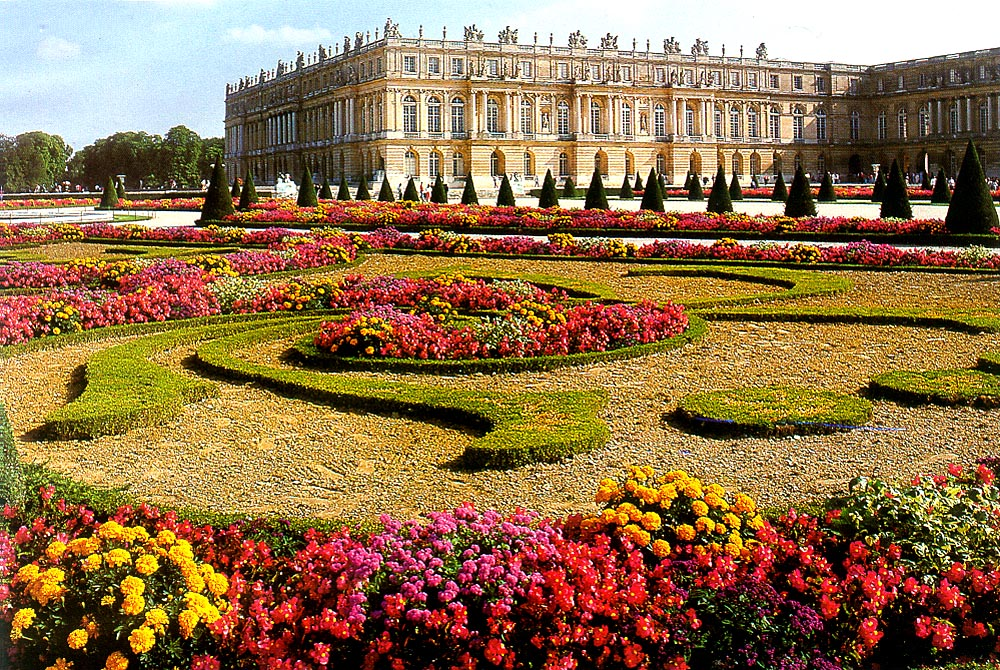
El palacio de Versalles, construido por Luis XIV.

En la década de 1680 el poder francés sobre Europa, bajo el mandato de Luis XIV, había aumentado enormemente. La gestión económica de uno de los ministros más famosos de Luis, Jean-Baptiste Colbert, muerto en 1683, produjo un gran cambio en la tesorería real; los ingresos de la corona se triplicaron bajo su supervisión. Los príncipes europeos comenzaron a imitar el modelo francés en todos sus aspectos. Las colonias francesas en el extranjero se multiplicaron, tanto en América como en África y Asia, iniciándose relaciones diplomáticas con naciones como Siam y Persia. Por ejemplo, el explorador René Robert Cavelier de La Salle reclamó para Francia, en 1682, la cuenca del río Misisipi, nombrándola Luisiana en honor de Luis XIV. Incluso los jesuitas franceses tenían presencia en la corte Manchú en China.
En un intento de aumentar más su dominio en Europa, Luis XIV reforzó el galicanismo, una doctrina que limitaba el poder papal en Francia. Además, Luis XIV tomó medidas para disminuir la influencia y el poder de la nobleza y el clero. Estas medidas incluían mantener el control sobre el segundo estado (la nobleza), usando la táctica de mantener a la alta nobleza en corte del palacio de Versalles, consiguiendo así que los nobles se quedaran la mayoría del año bajo la vigilancia de Luis XIV, y no en sus territorios, donde podían planear rebeliones e insurrecciones. Además, manteniéndose cerca del rey era la única forma posible para poder ganar favores reales como pensiones y privilegios necesarios para su posición social. Luis divertía a estos visitantes permanentes con fiestas extravagantes y otras distracciones, hecho que contribuía notablemente al control real sobre una nobleza poco disciplinada.

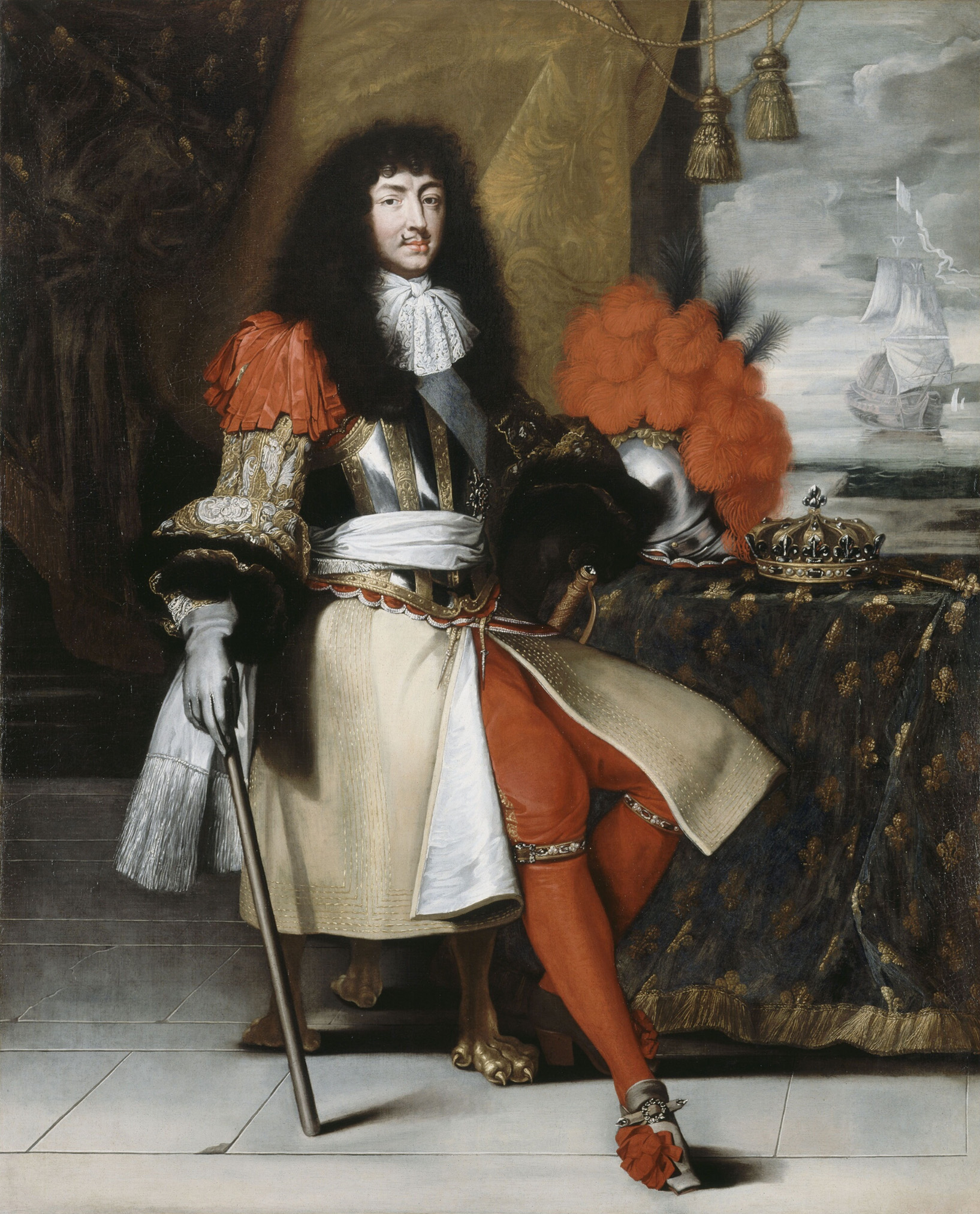
Luis XIV, 1670, por Claude Lefèbvre

En el apartado de disminuir la influencia nobiliaria, Luis siguió el trabajo emprendido por los cardenales Richelieu y Mazarino. Luis, tras sacar experiencias de la Fronda, creía que la única manera de mantener su poder era colocar plebeyos o, por lo menos, miembros de la nueva aristocracia en los cargos importantes. Dicha política se basaba en el hecho de que Luis podía reducir un plebeyo que tuviera gran influencia por su cargo a una nadería tan solo con despedirle, cosa que no podía hacer con la influencia de un gran noble. Por ello, Luis dedicó a toda la gran aristocracia a la posición de cortesanos, a la vez que nombraba ministros a plebeyos y nuevos aristócratas. Como cortesanos, el poder de la nobleza disminuyó notablemente. Esa falta de poder se ve reflejada en la ausencia de rebeliones, como la Fronda, tras Luis XIV. De hecho, esta victoria de la corona sobre la nobleza aseguró que no hubiera ninguna guerra civil importante en Francia hasta la Revolución y la Era Napoleónica.
Luis XIV convirtió el Palacio de Versalles, originalmente un refugio de caza construido por su padre, en un espectacular palacio real. El 6 de mayo de 1682 se mudó allí oficialmente con toda su corte. Luis tenía varias razones para crear un palacio de tanta opulencia extravagante y para cambiar allí la residencia de la monarquía. La afirmación, sin embargo, de que odiaba París es imprecisa porque Luis no dejó de embellecer su capital con monumentos, mientras la mejoraba y desarrollaba. Versalles cumplía como el sitio deslumbrante y sobrecogedor para los asuntos de estado y para recibir a los mandatarios extranjeros, donde la atención no se dividía entre la capital y la gente, sino que recaía totalmente sobre el rey. La vida de la corte se centraba en la grandeza. Los cortesanos se rodeaban de vidas lujosas, vestidos con gran magnificencia, siempre asistiendo a cenas, representaciones, celebraciones, etc. De hecho, muchos nobles se vieron obligados a dejar toda su influencia o a depender totalmente de los subsidios y subvenciones reales para poder mantener el costoso estilo de vida versallesco. Esta situación hizo que los nobles dejaran de intentar retomar poder, que podría resultar en potenciales problemas para la corona, centrándose, sin embargo, en competir por ser invitados a cenar en la mesa del rey o el privilegio de poder llevar una vela cuando el rey se retiraba a sus habitaciones.

### La unificación nacional: el galicanismo

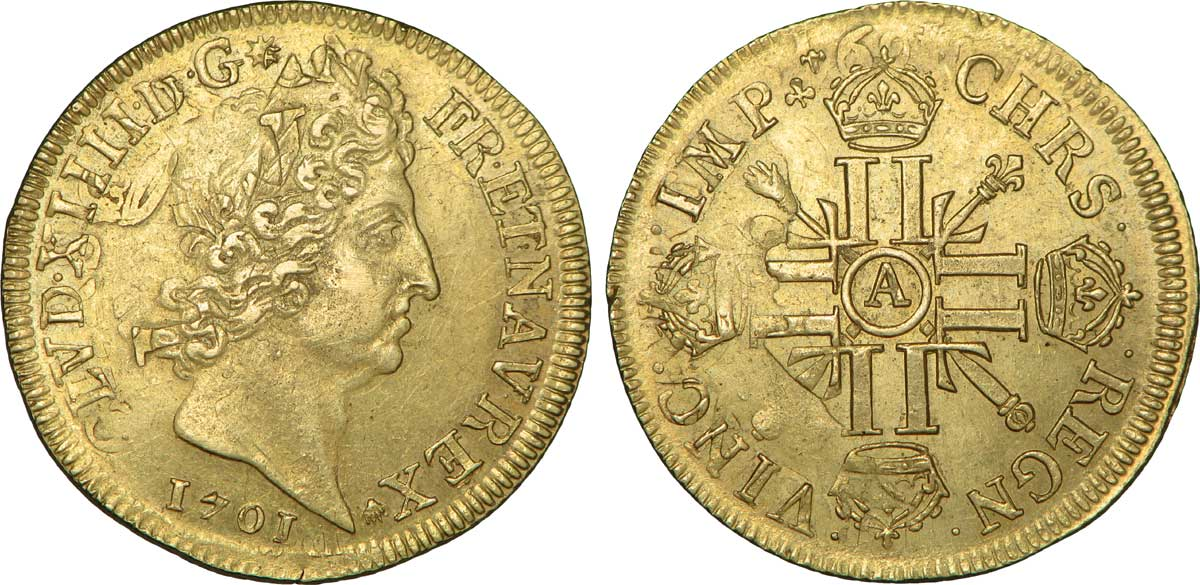
Luis XIV.

Luis XIV intentó incrementar su control sobre la Iglesia. Convocó una asamblea del clero (Assemblée du Clergé) en noviembre de 1681. Tras su disolución en junio de 1682, la asamblea había aceptado la Declaración del Clero Francés. El poder real se incrementó, en detrimento del poder papal. Entre otras medidas, el papa no podía enviar legados papales sin el consentimiento de Luis; dichos legados, además, solo podían ejercer su cometido tras otra aprobación una vez habían entrado en Francia. Los obispos no podían abandonar el país sin aprobación real; ningún agente gubernamental podía ser excomulgado por sus actos en misión oficial; y no se podía apelar al papa sin la aprobación del rey. El rey obtuvo el poder de promulgar leyes eclesiásticas y todas las reglas papales eran inválidas en territorio francés sin el consentimiento real. La Declaración, sin embargo, no fue aceptada por el papa, por razones claramente obvias.

### La unificación religiosa: la revocación del edicto de Nantes

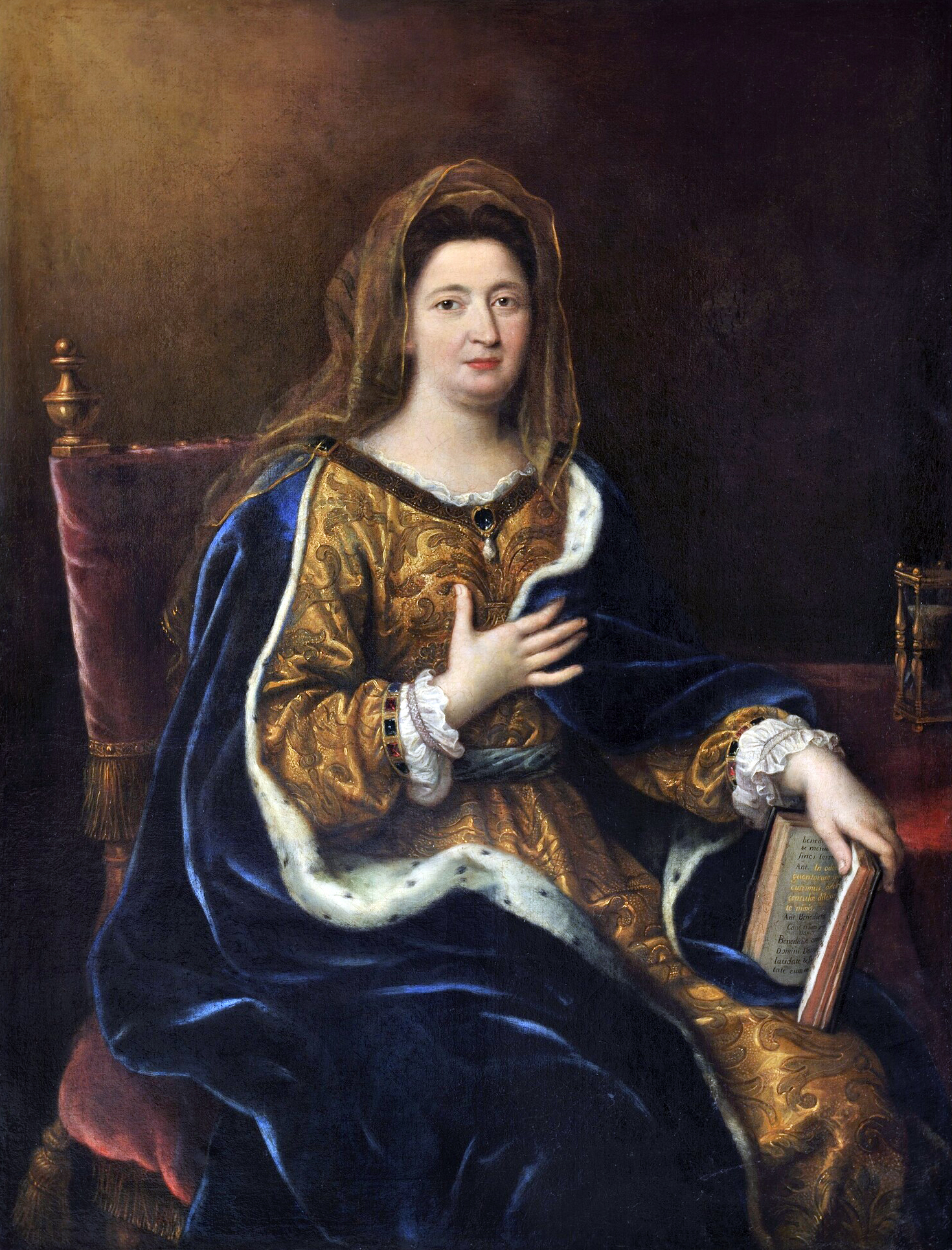
Madame de Maintenon, segunda esposa de Luis XIV.

La esposa de Luis XIV, María Teresa, murió el año 1683. Luis no se mantuvo fiel a ella por mucho tiempo tras su matrimonio de 1660: sus varias amantes incluían a Luisa de La Vallière, Françoise de Rochechouart,  Madame de Montespan, y a María Angélica de Fontanges. Sin embargo, se mantuvo más fiel en su segundo matrimonio, con Madame de Maintenon. El matrimonio morganático entre Luis XIV y Madame de Maintenon tuvo lugar, probablemente, a finales de 1685.
Madame de Maintenon, antes protestante, se había convertido al catolicismo. Antes se creía que, además, había participado muy activamente en la persecución de los protestantes, y que instó a Luis XIV a revocar el Edicto de Nantes, que proporcionaba algo de libertad religiosa a los Hugonotes (los miembros de la protestante Iglesia Reformada). Sin embargo, esta implicación de Madame de Maintenon se cuestiona actualmente. El mismo Luis XIV estaba de acuerdo con el plan, puesto que, como el resto de Europa, católica o protestante, creía que para mantener la unidad nacional debía antes conseguir la unidad religiosa; en su caso, una unidad bajo el catolicismo. Esta idea estaba definida en el principio Cuius regio, eius religio, política religiosa en vigencia desde su establecimiento en la Paz de Augsburgo de 1555. De hecho, ya había comenzado la persecución de los hugonotes.
Luis continuó el proceso de unificación religiosa publicando un edicto en marzo de 1685, que estipulaba la expulsión de los judíos de las colonias francesas. También se prohibió la práctica de cualquier religión, excepto del catolicismo. En octubre de 1685, Luis promulgó el Edicto de Fontainebleau, que revocaba el anterior Edicto de Nantes, bajo el pretexto de que la extinción casi total del protestantismo en Francia hacía innecesario un edicto que les concediera privilegios. El nuevo edicto ordenaba que cualquier clérigo protestante que no se convirtiera al catolicismo fuese desterrado; las escuelas e instituciones protestantes fueron prohibidas; los hijos de familias protestantes debían ser bautizados por un sacerdote católico; y los sitios de culto protestantes fueron demolidos. El edicto descartaba el ejercicio público de la religión, pero no el creer en ella. De hecho, el edicto decía:

las personas de la Pretendida Religión Reformada podrán, hasta que guste a Dios alumbrarlos como a los demás, (...) continuar su comercio y disfrutar de sus bienes sin que se les pueda molestar o impedir con el pretexto de dicha R.P.R., bajo la condición de que no se dediquen al ejercicio de dicha religión, ni se reúnan bajo el pretexto de rezar o tener servicios religiosos.

Esta frase contenida en el último artículo del edicto nunca fue aplicada; es más, ya desde 1681 se había puesto en práctica una campaña de conversiones forzadas al catolicismo mediante el método de las dragonadas. Aunque el edicto prohibía formalmente la posibilidad de que los hugonotes abandonaran Francia, cerca de doscientos mil huyeron clandestinamente a Inglaterra, los Países Bajos, los territorios protestantes dentro del Sacro Imperio y a América del Norte. Este hecho fue dañino para los intereses económicos de Francia, lo que llevó a algunos personajes como Vauban, uno de los generales de Luis más influyentes, a condenar la medida públicamente, aunque, en general, su proclamación fue muy bien recibida.
Hacia 1685, Luis XIV se encontraba en el apogeo de su reinado. Uno de los principales rivales de Francia, el Sacro Imperio Romano Germánico, fue desmembrado mientras luchaba contra el Imperio otomano en la guerra austro-turca. El gran visir otomano llegó casi a tomar Viena, pero en el último momento el rey Juan III Sobieski, con un ejército de fuerzas polacas, alemanas y austríacas, consiguió la victoria en la batalla de Viena, en 1683. Mientras, Luis XIV, gracias a la Tregua de Ratisbona, se anexionaba varios territorios, incluido Luxemburgo. Tras repeler el ataque otomano en Viena, el Sacro Imperio dejó de estar amenazado por los turcos; sin embargo, el emperador nunca intentó recuperar los territorios ocupados por Luis XIV.

## La Liga de Augsburgo
La revocación del Edicto de Nantes tuvo grandes consecuencias políticas y diplomáticas, principalmente en los países protestantes, en los cuales dicha revocación contribuyó a crear un creciente sentimiento antifrancés. En 1686, dirigentes tanto católicos como protestantes fundaron la Liga de Augsburgo, ostensiblemente un pacto defensivo para proteger la zona del Rin, pero que era realidad una alianza ofensiva contra Francia. La alianza incluía entre sus miembros al Emperador del Sacro Imperio y varios de los gobernantes de los estados alemanes que formaban parte del Imperio, principalmente el Palatinado, Baviera y Brandeburgo. Las Provincias Unidas, España y Suecia también se unieron a la Liga.
Luis XIV mandó sus tropas al Palatinado en 1688, debido a que el ultimátum que propuso a los príncipes germánicos, por el cual estos debían ratificar la Tregua de Ratisbona (confirmando así la posesión de Luis de los territorios anexionados en esa tregua) así como reconocer públicamente el derecho de las reclamaciones de su cuñada, expiró. Aparentemente, el ejército de Luis tenía como órdenes apoyar militarmente las reclamaciones territoriales de la cuñada de Luis, Elisabeth Charlotte, duquesa de Orleans, en el Palatinado. Sin embargo, la invasión tenía el propósito real de presionar al Palatinado para que abandonara la Liga, consiguiendo así debilitarla.
Las acciones francesas unieron a los príncipes en el bando del Emperador. Luis esperaba que Inglaterra, gobernada por el rey católico Jacobo II, se mantuviera neutral en el conflicto, pero la Revolución Gloriosa inglesa acabó con Jacobo, que fue reemplazado en el trono por su hija María II, que gobernaba junto a su marido Guillermo III (el Príncipe de Orange). Debido a la enemistad que surgió entre Luis y Guillermo en la guerra en Holanda, este decidió unirse a la Liga, la cual se conocería a partir de ese momento con el nombre de Gran Alianza.

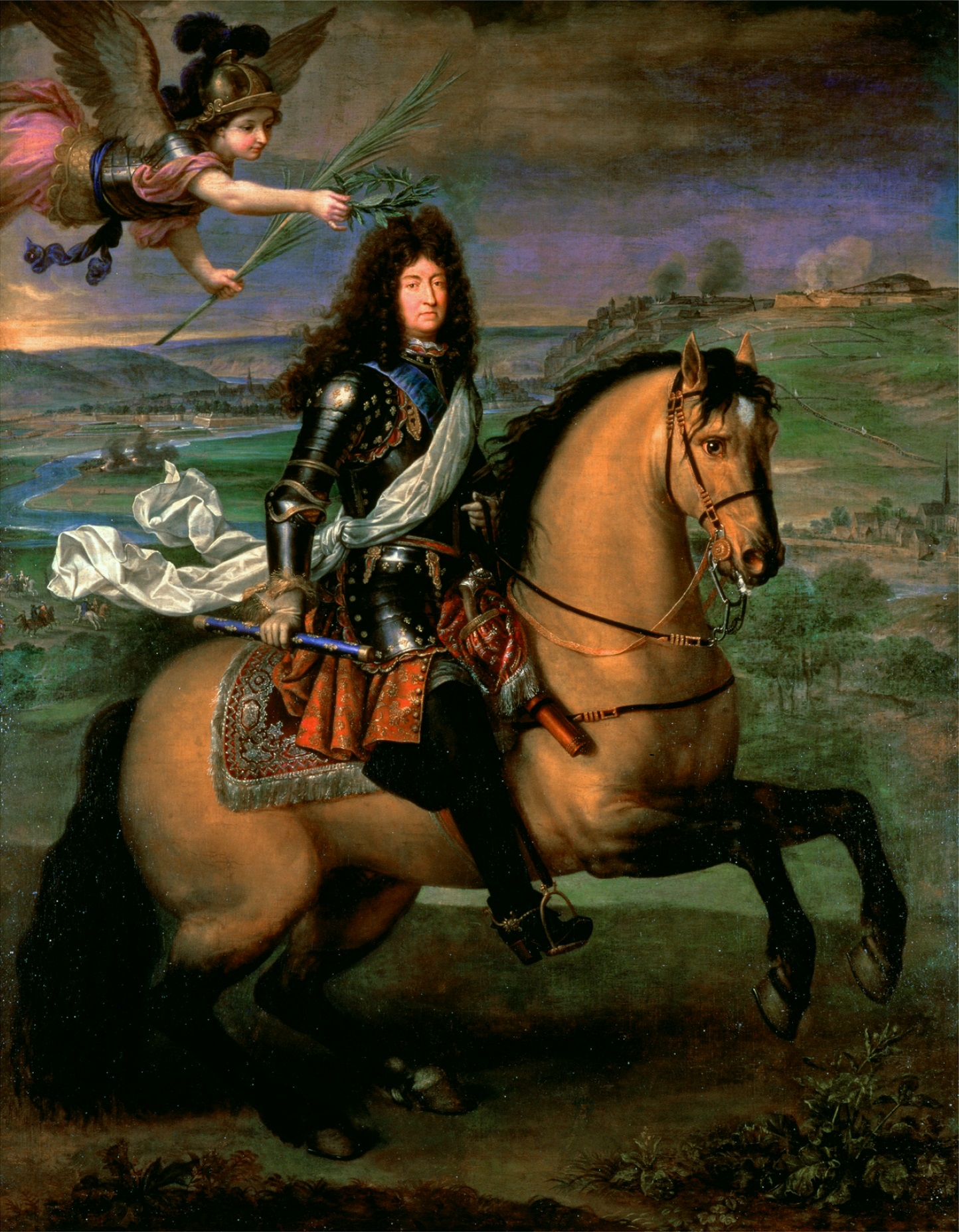
Luis XIV en el Asedio de Namur (1692), por Pierre Mignard.

Las campañas de la que sería conocida como guerra de los Nueve Años (1688-1697) fueron dominadas, en general, por las tropas francesas. Las fuerzas Imperiales resultaron poco efectivas, pues el grueso del ejército imperial seguía enfrentándose al Imperio otomano. Rápidamente Francia consiguió una gran cantidad de victorias desde Flandes en el norte hasta el valle del Rin en el este de Italia y España en el sur. Mientras, Luis XIV apoyó a Jacobo II en su intento de recuperar el trono británico, pero el estuardo no tuvo éxito. Este hecho hizo que la Inglaterra de Guillermo pudiera entrar con más fuerza en el conflicto continental. No obstante, a pesar del tamaño de la coalición oponente, los franceses aplastaron al ejército aliado en la batalla de Fleurus, así como en la batalla de Steenkerque (1692) y en la batalla de Neerwinden (27 de julio de 1693). Bajo la supervisión personal del rey, las tropas francesas capturaron Mons en 1691 y la inexpugnable, hasta el momento, fortaleza de Namur, el año 1692. La victoria naval francesa en la batalla de Beachy Head en 1690 fue, sin embargo, contrarrestada por la victoria angloholandesa en la batalla de La Hogue en 1692. La guerra duró todavía cuatro años más, hasta que el duque de Saboya firmó un acuerdo de paz, aliándose así con los franceses el año 1696, reforzando los ejércitos franceses y facilitando la captura de Milán y Barcelona.
La guerra de los Nueve Años finalizó en 1697 con el Tratado de Ryswick. Luis XIV devolvió Luxemburgo y otros territorios de los que se había apoderado en la guerra neerlandesa de 1679, pero conservó Estrasburgo. También adquirió la posesión de jure de su, hasta entonces de facto, posesión de Haití así como la devolución de los territorios de Pondicherry y Acadia. Luis, por otra parte, tuvo que reconocer el reinado de Guillermo III y María II como soberanos de Gran Bretaña e Irlanda, por lo que estos últimos se aseguraron que nunca más volvería a apoyar a Jacobo II; de igual modo renunció a sus reclamaciones sobre el Palatinado. España recuperó Cataluña y otros territorios perdidos, tanto en la guerra de los Nueve Años como en otras anteriores, en los Países Bajos. Luis también devolvió en este tratado la Lorena a su duque, pero bajo la condición de permitir la libre circulación francesa en el territorio. Los términos generosos del tratado fueron interpretados como una concesión para favorecer un sentimiento profrancés en España, lo que, eventualmente, llevaría a Carlos II, rey de España a designar a Felipe, duque de Anjou (nieto de Luis) como su sucesor.

## La sucesión española

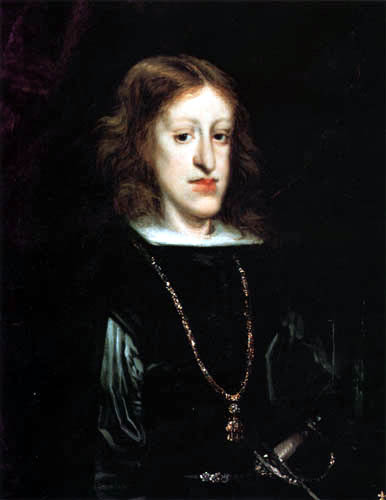
Carlos II, último rey Habsburgo de España, cuya muerte daría pie a la Guerra de Sucesión.

El problema de la sucesión al trono español dominó la situación europea tras la Paz de Ryswick. El rey español, Carlos II, apodado el Hechizado, estaba muy enfermo y no podía tener descendencia. La herencia de la Corona española era cuantiosa, ya que Carlos II no solo era rey de España, sino también de Nápoles, Sicilia, Milán, los Países Bajos españoles y un gran imperio colonial. En total, veintidós dominios distintos.
Francia y Austria eran los principales candidatos al trono, puesto que ambos tenían lazos familiares con la familia real española. Por un lado, Felipe duque de Anjou (que sería Felipe V de España), el pretendiente francés, era el bisnieto de la hija mayor de Felipe III de España, Ana de Austria, y el nieto de la hija mayor de Felipe IV de España, María Teresa de Austria. El único inconveniente para sus aspiraciones a la sucesión era su renuncia al trono, la cual en el caso de María Teresa, sin embargo, no era efectiva, puesto que España no había cumplido su parte del tratado. Por otro lado, Carlos, archiduque de Austria y más tarde emperador, hijo menor de Leopoldo I, fruto del tercer matrimonio de este con Leonor del Palatinado, reclamaba el trono español por su abuela paterna, que era la hija menor de Felipe III; esta pretensión, al contrario de la francesa, no estaba condicionada por ninguna renuncia previa. Sin embargo, y usando las reglas de sucesión, la posición francesa era superior, puesto que su pretendiente descendía de la hija mayor.
Algunas potencias europeas temían la posibilidad de que tanto Francia como el Sacro Imperio se hicieran con el control de España, lo que deterioraría el equilibrio de poder en Europa. Por ello, Guillermo III, rey de Gran Bretaña e Irlanda, prefería a otro candidato, el príncipe bávaro José Fernando de Baviera, nieto de Leopoldo I y la primera esposa de este: Margarita Teresa de España, hija pequeña de Felipe IV. En los términos del Primer Tratado de Partición, firmado en La Haya en 1698, en plena guerra de los Nueve Años, por Inglaterra y Francia para evitar una alianza hispanoalemana, se estipulaba que José Fernando heredaría España, incluyendo los territorios italianos, mientras que los Países Bajos se repartirían entre las Casas de Francia y de Austria. España, sin embargo, no había sido consultada y rechazaba frontalmente la partición del Imperio español. La corte española insistía en la necesidad de mantener la integridad del Imperio. Por ello, cuando el tratado llegó a oídos de Carlos II, este declaró a José Fernando como su único heredero, legándole toda la herencia en solitario.
El problema resurgió seis meses después, cuando el príncipe José Fernando murió de viruela. La corte española insistía en su posición de mantener todo el territorio español gobernado bajo un solo mando, lo que únicamente dejaba las posibilidades de dejar dicho mando a Francia o a Austria. Carlos II, presionado por su esposa alemana, se decidió por la casa austríaca, eligiendo como heredero al archiduque Carlos. Ignorantes de la decisión de Carlos II, Luis XIV y Guillermo III firmaron un segundo tratado, que dejaba al archiduque con España, los Países Bajos y las colonias, mientras que el hijo mayor y heredero de Luis, Luis Gran Delfín, heredaría los territorios italianos, en previsión de intercambiarlos posteriormente por Saboya o la Lorena.
En 1700, agonizando en su lecho de muerte, Carlos II cambió las disposiciones sucesorias inesperadamente. Debido al Tratado de Ryswick, la opinión española se había vuelto más francófila, y Carlos II, basándose en las experiencias previas que demostraban la superioridad militar francesa, pensó que Francia estaba más capacitada para mantener la unidad del imperio. La herencia española le fue ofrecida en su totalidad a Felipe, duque de Anjou, hijo menor del Delfín. La oferta incluía una cláusula por la cual Felipe debía renunciar a su posición en la línea sucesoria francesa.

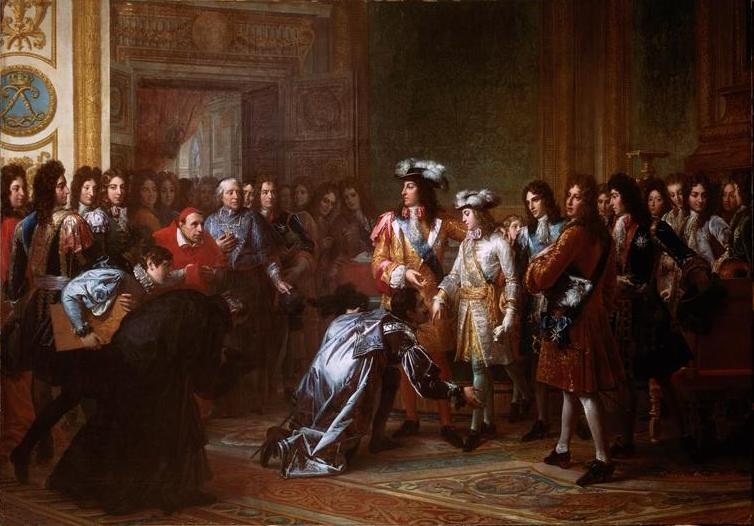
Proclamación de Felipe V como rey de España en el palacio de Versalles el 16 de noviembre de 1700.

Esta oferta dejaba a Luis XIV ante una difícil decisión: por un lado podía aceptar todo el Imperio español, traicionando así los Tratados de Partición que previamente había firmado con Guillermo III, o podía rechazar la oferta, aceptando el Segundo Tratado y dejando Europa en un estado de paz. Luis XIV había asegurado a Guillermo III que cumpliría los términos del Tratado y partiría los dominios españoles. Sin embargo, incluso aceptar solo una parte del legado español ponía a Francia en grave peligro de entrar en guerra con el Sacro Imperio; además, Guillermo III había dejado claro que no apoyaría a Luis en una guerra para obtener los territorios estipulados en el Tratado de Partición. Luis XIV, sabiendo que en cualquier circunstancia la guerra era inevitable, decidió que era más provechoso aceptar la oferta sucesoria propuesta por Carlos II. Así, cuando Carlos II murió el 1 de noviembre, Felipe, duque de Anjou, fue proclamado Felipe V, rey de España.

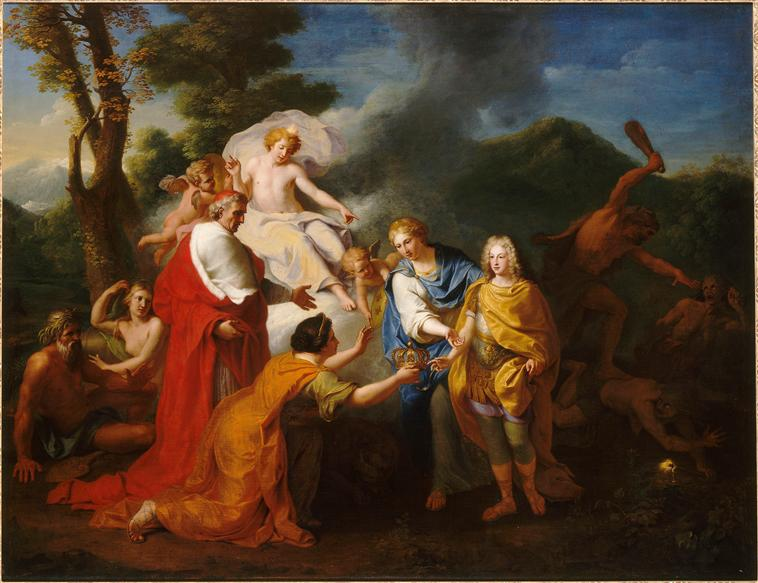
Alegoría del reconocimiento del duque de Anjou como rey de España, por Henri Antoine de Favanne (1704).

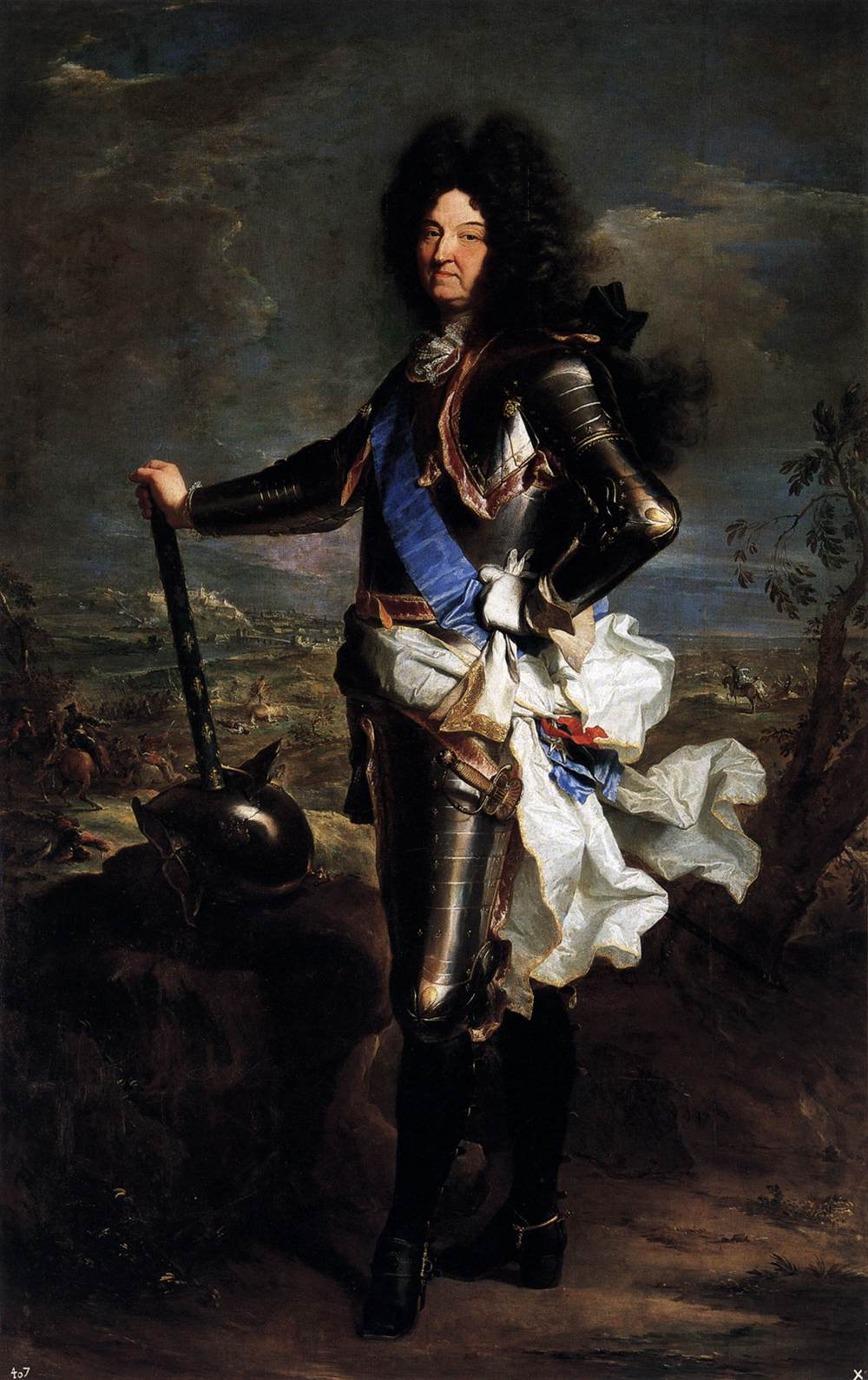
Luis XIV (el Grande) en 1701, por Hyacinthe Rigaud.

Los oponentes de Luis XIV aceptaron a Felipe como rey español a regañadientes. Sin embargo, este actuó precipitadamente en 1701 cuando transfirió a Francia el asiento de negros, un permiso para vender esclavos a las colonias españolas, movimiento que suponía un gran riesgo para el comercio inglés. Además, Luis XIV dejó de reconocer el reinado de Guillermo III tras la muerte de Jacobo II, reivindicando al hijo y heredero de este Jacobo Francisco Estuardo (conocido como el Viejo Pretendiente) como rey de Inglaterra e Irlanda. Más allá, Luis mandó tropas a los Países Bajos españoles para asegurar su lealtad a Felipe V y para guarnecer las fortalezas españolas, que habían estado durante un tiempo bajo control holandés como parte de la Barrera que protegía las Provincias Unidas de potenciales ataques franceses. En consecuencia, se formó una alianza entre Gran Bretaña, las Provincias Unidas, el Sacro Imperio Romano Germánico y la mayoría de estados germánicos. Baviera, Portugal y Saboya se aliaron al lado de Luis XIV y Felipe V.
La subsecuente guerra de sucesión española continuó durante prácticamente el resto del reinado de Luis. Los franceses tuvieron algo de éxito, llegando casi a capturar Viena, pero la victoria de Marlborough y Eugenio de Saboya en la batalla de Blenheim (13 de agosto de 1704) y otras derrotas como la batalla de Ramillies y la batalla de Oudenarde unido a la hambruna y la deuda creciente hizo que Francia tuviera que tomar una postura defensiva. Baviera fue conquistada por los aliados tras la batalla de Blenheim, y Portugal y Saboya se pasaron rápidamente al otro bando. La guerra fue muy costosa para Luis XIV; hacia 1709, el ejército francés estaba gravemente debilitado y Luis rogaba una paz. Sin embargo, todas las negociaciones de paz quedaron en nada debido a las condiciones que imponían los aliados. Cada vez se hacía más claro que Luis no podría mantener en su órbita todos los territorios españoles, pero igualmente quedaba cada vez más claro que sus oponentes no podrían quitar a Felipe V del trono español tras las victorias franco-españolas en las batallas de Almansa y Villaviciosa.
La situación francesa empeoró con la caída de Bouchain, que dejaba a Marlborough con el camino prácticamente libre para llegar hasta París. Pero la muerte del emperador José I en 1711, hijo mayor del ya fallecido Leopoldo I, dejaba al archiduque Carlos como posible heredero de un Imperio tan grande como el de Carlos V: el Sacro Imperio y el Imperio español bajo un mismo mando. Dicho Imperio sería tan problemático para los ingleses como lo sería el Imperio español en órbita francesa. Esta circunstancia hizo que Gran Bretaña y Francia comenzaran unas negociaciones unilaterales de paz. Dichos acuerdos culminaron en el Tratado de Utrecht. La paz con el Sacro Imperio llegó en 1714, con el Tratado de Baden. Los puntos principales de la paz fueron los siguientes: Felipe V quedaba reconocido como rey de España y de las colonias españolas, las posesiones españolas en los Países Bajos e Italia se dividieron entre Austria y Saboya, mientras que Gibraltar y Menorca pasaban a manos inglesas. Además, Luis XIV se comprometía a no ofrecer más apoyo al Viejo Pretendiente en su campaña para hacerse con el trono inglés. Aunque Francia tuvo que ceder varias colonias en las Américas a Inglaterra, la mayoría de sus posesiones continentales perdidas en la guerra le fueron devueltas, consiguiendo incluso algún territorio reclamado, como el principado de Orange.

## Fin de siete décadas de reinado y muerte

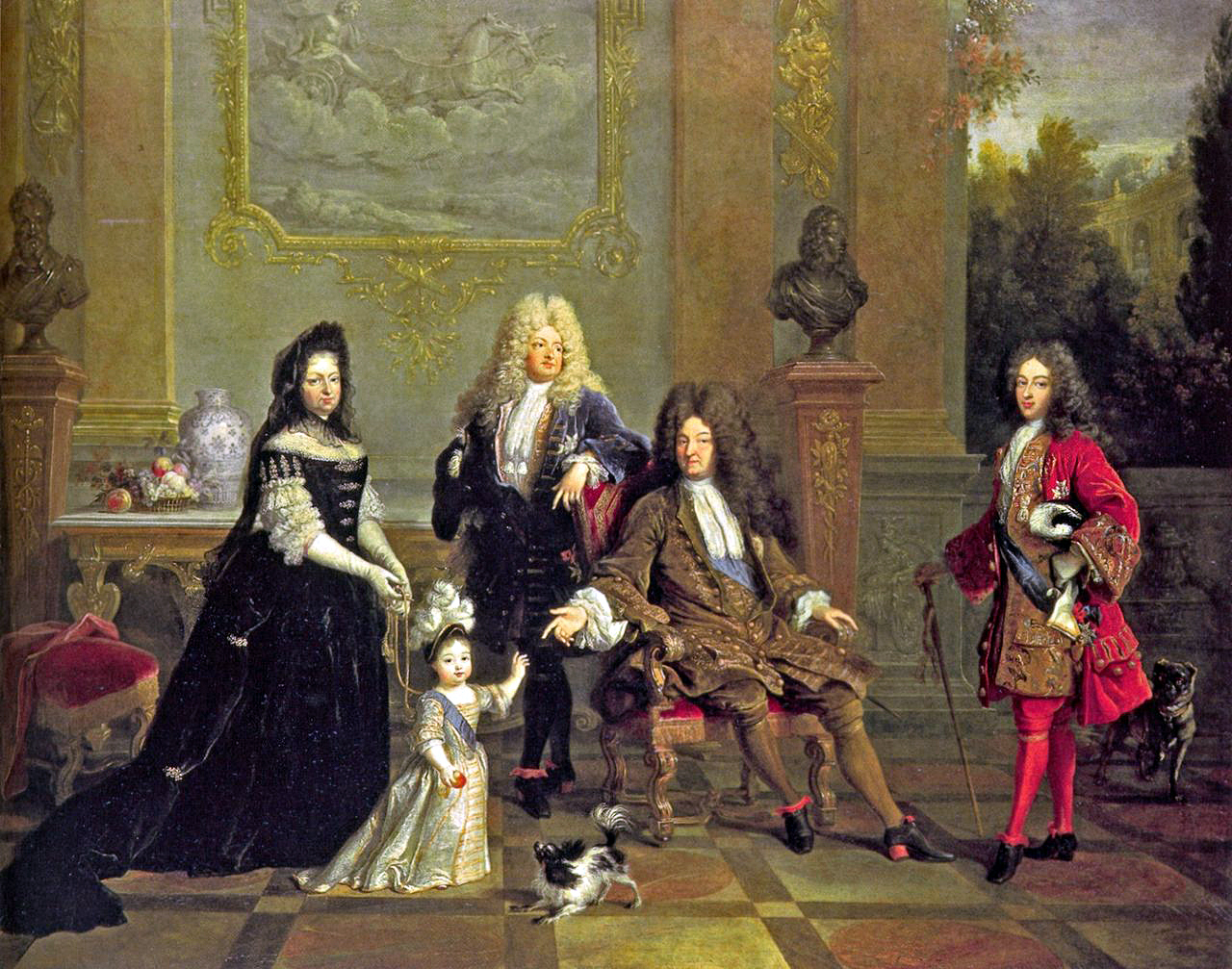
Luis XIV (sentado) con su hijo el Gran Delfín (izquierda), su nieto Luis, duque de Borgoña (derecha), su bisnieto Luis, duque de Anjou, y Madame de Ventadour, institutriz del duque de Anjou, que encargó este cuadro. Al fondo se ven bustos de Enrique IV y de Luis XIII (c. 1710).

El final de su reinado estuvo marcado por los primeros síntomas de decadencia del régimen y de la corte, el declive de la hegemonía francesa en el continente, el fracaso de su política colonial y el inquietante malestar social surgido de las hambrunas que padecía el pueblo llano. Sin embargo, el monarca, llamado «vicediós» por el obispo Antoine Godeau,[cita requerida] siguió fiel a sí mismo y confiado hasta el día de su muerte (1715) en su voluntad como único motor de la vida del reino y de sus súbditos.

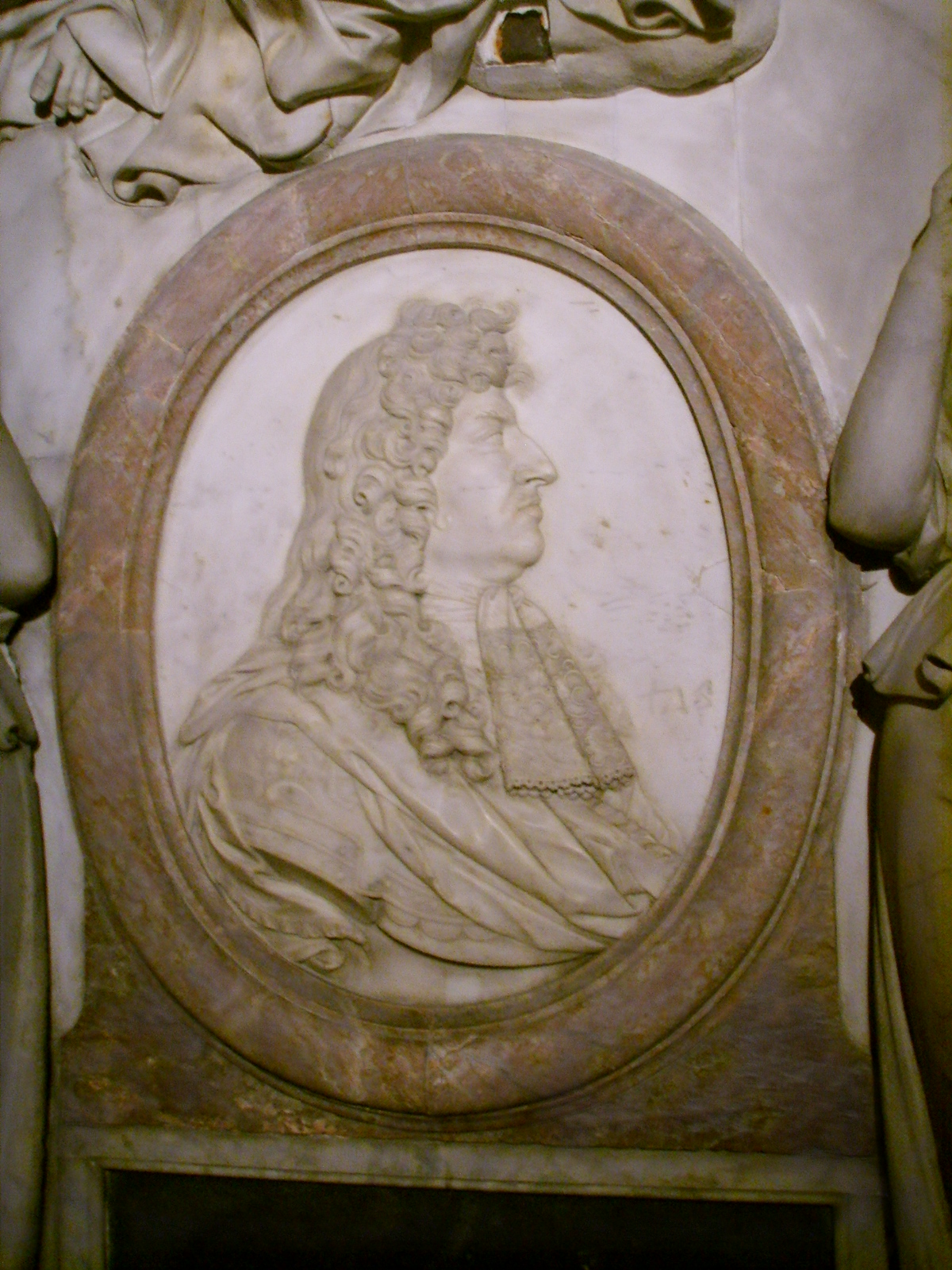
La efigie de la tumba de Luis XIV, cripta de la basílica de Saint-Denis, París.

Luis XIV murió el 1 de septiembre de 1715 de gangrena, pocos días antes de su septuagésimo séptimo cumpleaños y tras setenta y dos años de reinado. Su cuerpo yace en la basílica de Saint-Denis, en París. Prácticamente todos los hijos legítimos del rey murieron en la infancia. El único que llegó a la madurez, su hijo mayor Luis, el Gran Delfín murió antes que su padre, en el año 1711, dejando tres vástagos. El mayor de ellos, Luis, duque de Borgoña, murió en 1712, seguido por el hijo mayor de este, Luis, duque de Bretaña. Por lo tanto, el bisnieto de cinco años de Luis XIV, Luis, el duque de Anjou, hijo pequeño del duque de Borgoña y Delfín tras la muerte de su abuelo, su padre y su hermano mayor, fue el sucesor al trono francés, reinando como Luis XV de Francia.
Luis XIV intentó evitar la subida al trono de su sobrino Felipe II, duque de Orleans, quien al ser el pariente más cercano se convertiría en el regente del futuro Luis XV. Luis XIV prefería desviar parte de ese poder al hijo ilegítimo que tuvo con Madame de Montespan, Luis Augusto de Borbón, y creó un concejo regente como el que previamente creó Luis XIII anticipándose a la minoría de edad de Luis XV. El testamento de Luis XIV disponía que Luis Augusto sería el protector de Luis XV, superintendente de la educación del joven rey y Comandante de la Guardia Real. El duque de Orleans, sin embargo, se aseguró la anulación del testamento en el Parlamento, sobornando a los parlamentarios con la devolución del poder que Luis XIV les había arrebatado. Luis Augusto fue despojado de su título de Prince du Sang Royal (Príncipe de Sangre Real), el cual se le había concedido a él y a su hermano Luis Alejandro de Borbón, y de la comandancia de la Guardia Real, pero mantuvo su puesto de superintendente, quedando Felipe II como único regente. Su hermano Luis Alejandro, sin embargo, consiguió conservar sus privilegios y títulos.

## Personalidad de Luis XIV

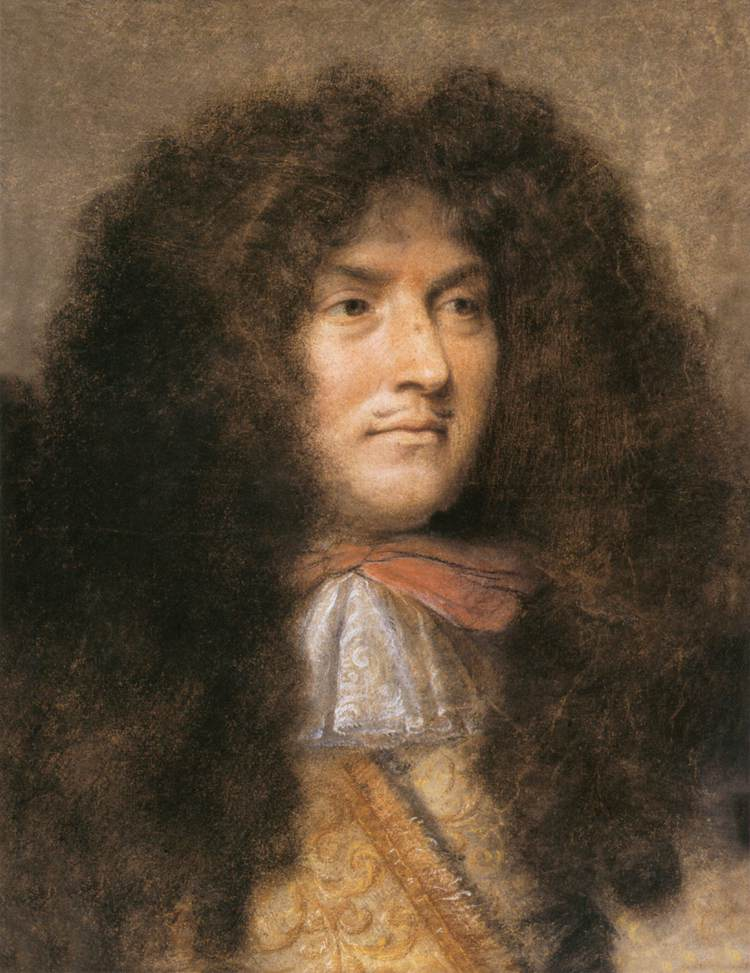
Luis XIV en 1667.

Isabel Carlota de Baviera, conocida en la corte de Versalles como Madame, quien fuera su segunda cuñada hizo la siguiente descripción del rey, poco después de su muerte:

Cuando el rey quería, era el hombre más agradable y amable del mundo. Sin ser perfecto, nuestro rey tenía grandes y bellas cualidades y no mereció ser tan difamado y despreciado por sus súbditos a su muerte. Mientras vivió, lo adularon hasta la idolatría.
Isabel Carlota de Baviera, cuñada de Luis XIV

## Mecenazgo de las artes

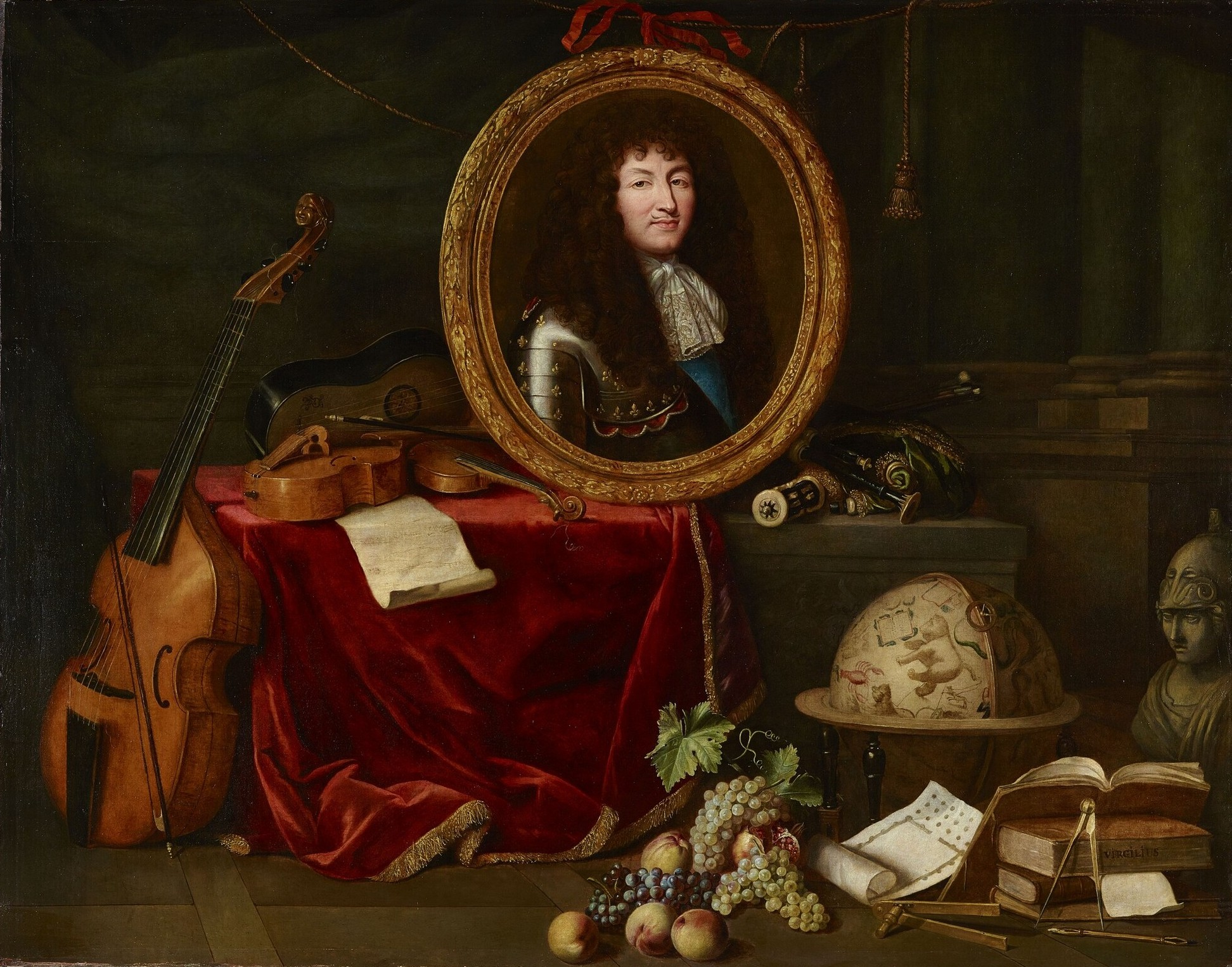
Pintura de 1667 que representa a Luis como mecenas de las bellas artes

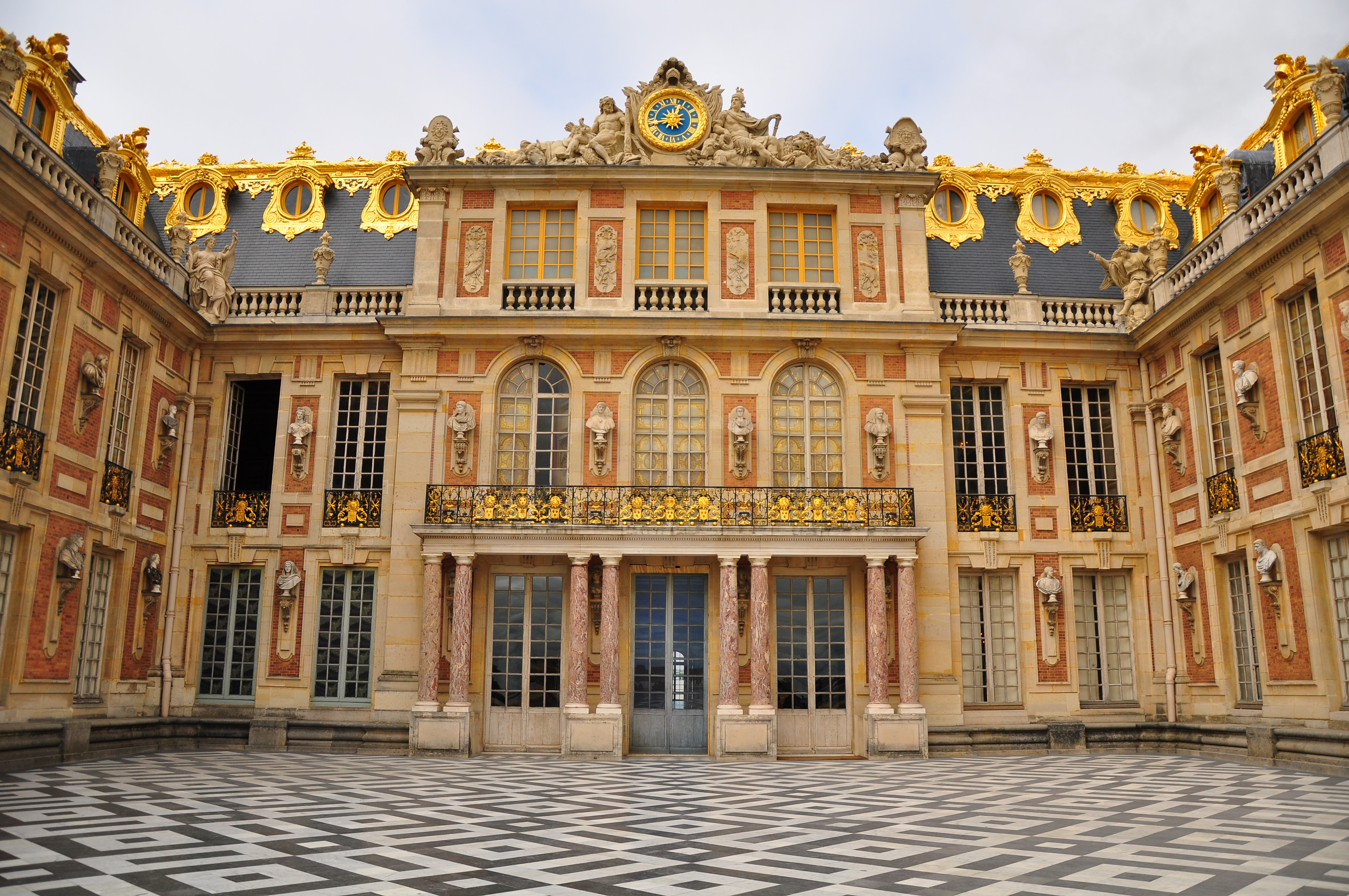
El Patio Real y el Patio de Mármol en Versalles

Luis apoyó generosamente a la corte real de Francia y a quienes trabajaban a sus órdenes. Puso a la Academia Francesa bajo su mecenazgo y se convirtió en su "Protector". Permitió que floreciera la literatura clásica francesa protegiendo a escritores como Molière, Racine y La Fontaine, cuyas obras siguen siendo influyentes hasta nuestros días. Luis también patrocinó las artes visuales financiando y encargando obras a artistas como Charles Le Brun, Pierre Mignard, Antoine Coysevox y Hyacinthe Rigaud, cuyas obras se hicieron famosas en toda Europa. Compositores y músicos como Jean-Baptiste Lully, Jacques Champion de Chambonnières y François Couperin prosperaron. En 1661, Luis fundó la Académie Royale de Danse, y en 1669, la Académie d'Opéra, importantes acontecimientos impulsores de la evolución del ballet. También atrajo, apoyó y patrocinó a artistas como André Charles Boulle, que revolucionó la marquetería con su arte de la taracea, hoy conocido como "trabajo Boulle". Siempre a la búsqueda de nuevos talentos, el rey convocó concursos de música: así, en 1683, Michel-Richard de Lalande se convirtió en maestro adjunto de la Capilla Real, componiendo sus Sinfonías para los Soupers du Roy junto con 77 Grand Motets de gran envergadura.
A lo largo de cuatro campañas de construcción, Luis convirtió un pabellón de caza construido por Luis XIII en el espectacular Palacio de Versalles. A excepción de la actual Capilla Real (construida cerca del final de su reinado), el palacio alcanzó gran parte de su aspecto actual tras la tercera campaña de construcción, a la que siguió el traslado oficial de la corte real a Versalles el 6 de mayo de 1682. Versalles se convirtió en un escenario deslumbrante y sobrecogedor para los asuntos de Estado y la recepción de dignatarios extranjeros. En Versalles, sólo el rey acaparaba la atención.

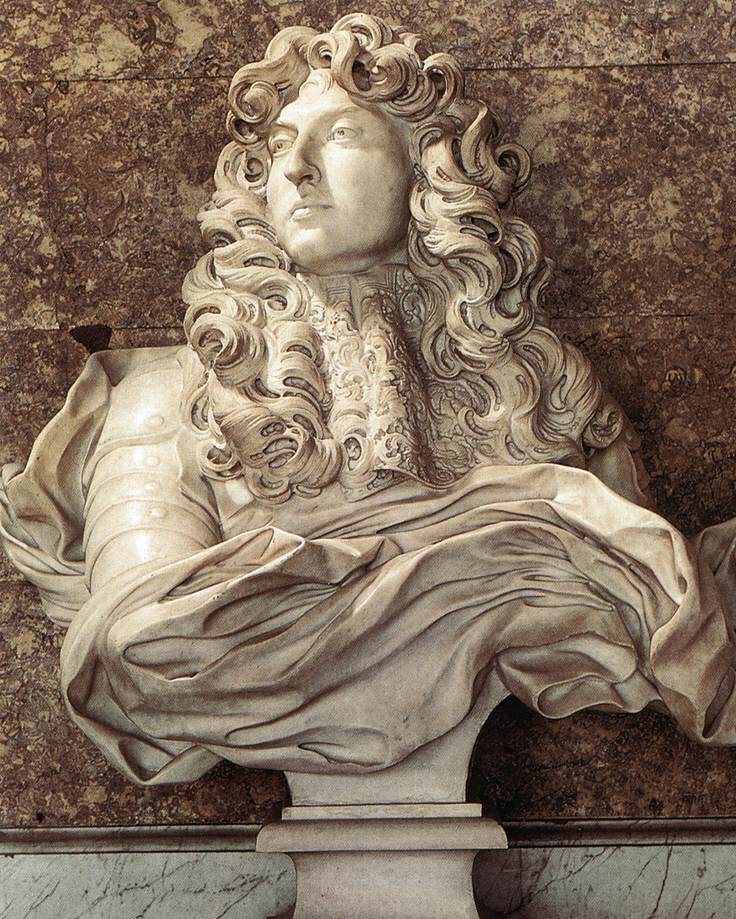
Busto de Luis XIV, por Gian Lorenzo Bernini

Se han sugerido varias razones para la creación del extravagante y señorial palacio, así como para el traslado de la sede de la monarquía. El memorialista Saint-Simon especuló con que Luis veía Versalles como un centro de poder aislado donde las cábalas traicioneras podían ser descubiertas y frustradas más fácilmente. También se ha especulado con que la revuelta de la Fronda hizo que Luis odiara París, que abandonó por un retiro campestre, pero su patrocinio de muchas obras públicas en París, como el establecimiento de una fuerza policial y del alumbrado público, dan poca credibilidad a esta teoría. Como un ejemplo más de su continua preocupación por la capital, Luis construyó Los Inválidos, un complejo militar y hogar hasta nuestros días de oficiales y soldados enfermos por lesiones o vejez. Aunque la farmacología era aún bastante rudimentaria en su época, Los Inválidos fue pionero en nuevos tratamientos y estableció nuevas normas para el tratamiento de los enfermos terminales. La conclusión del Tratado de Aix-la-Chapelle en 1668 también indujo a Luis a demoler las murallas del norte de París en 1670 y sustituirlas por amplios bulevares arbolados.
Luis también renovó y mejoró el Louvre y otras residencias reales. En un principio, Gian Lorenzo Bernini iba a proyectar ampliaciones del Louvre; sin embargo, sus planes habrían supuesto la destrucción de gran parte de la estructura existente, sustituyéndola por una villa de verano italiana en el centro de París. Los planes de Bernini fueron finalmente archivados en favor de la elegante columnata del Louvre diseñada por tres franceses: Louis Le Vau, Charles Le Brun y Claude Perrault. Con el traslado de la corte a Versalles, el Louvre se entregó a las artes y al público. Durante su visita desde Roma, Bernini también ejecutó un renombrado busto-retrato del rey.

## Ballet

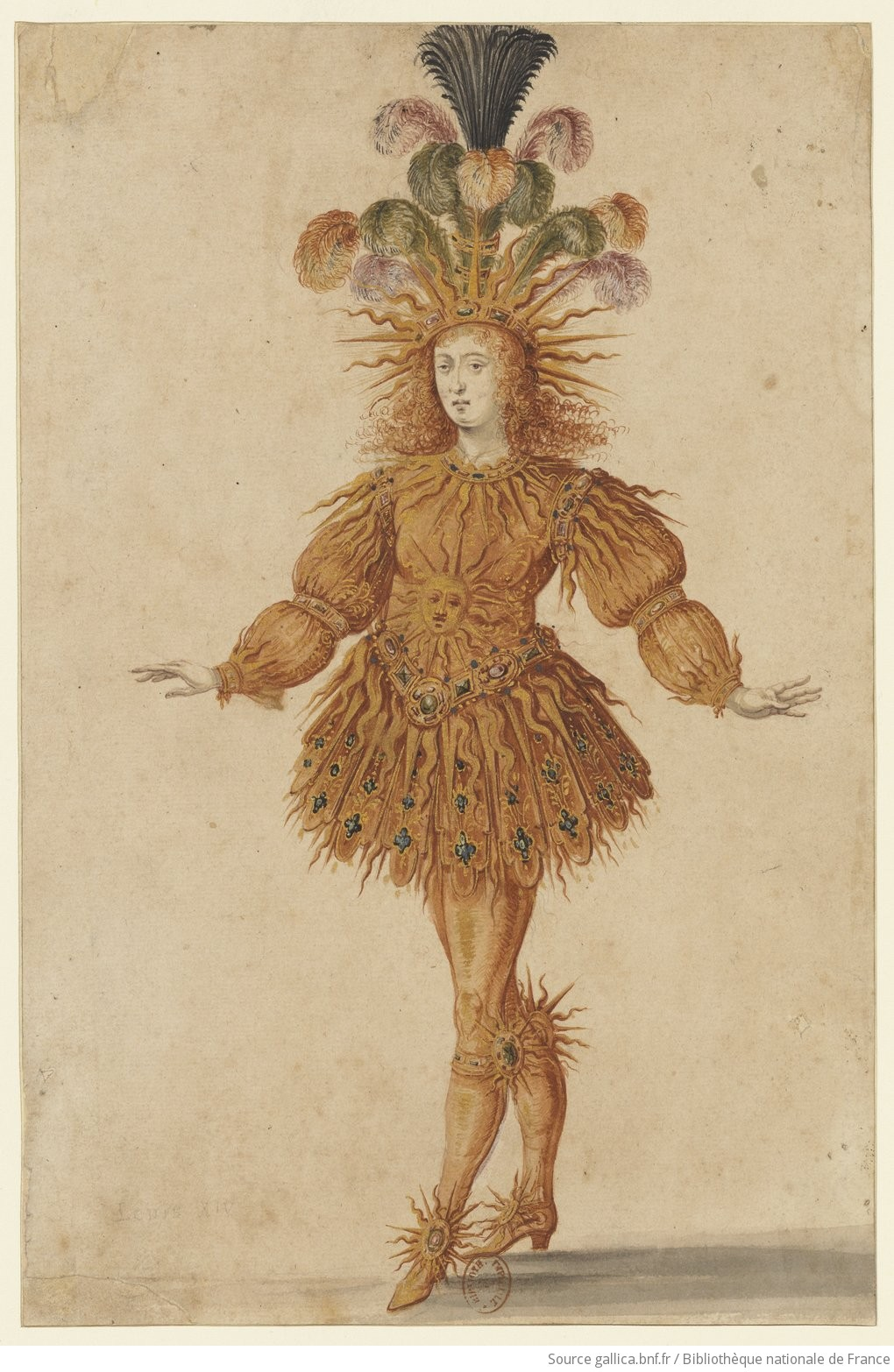
Luis XIV como Apolo en el Ballet Royal de la Nuit (1653)

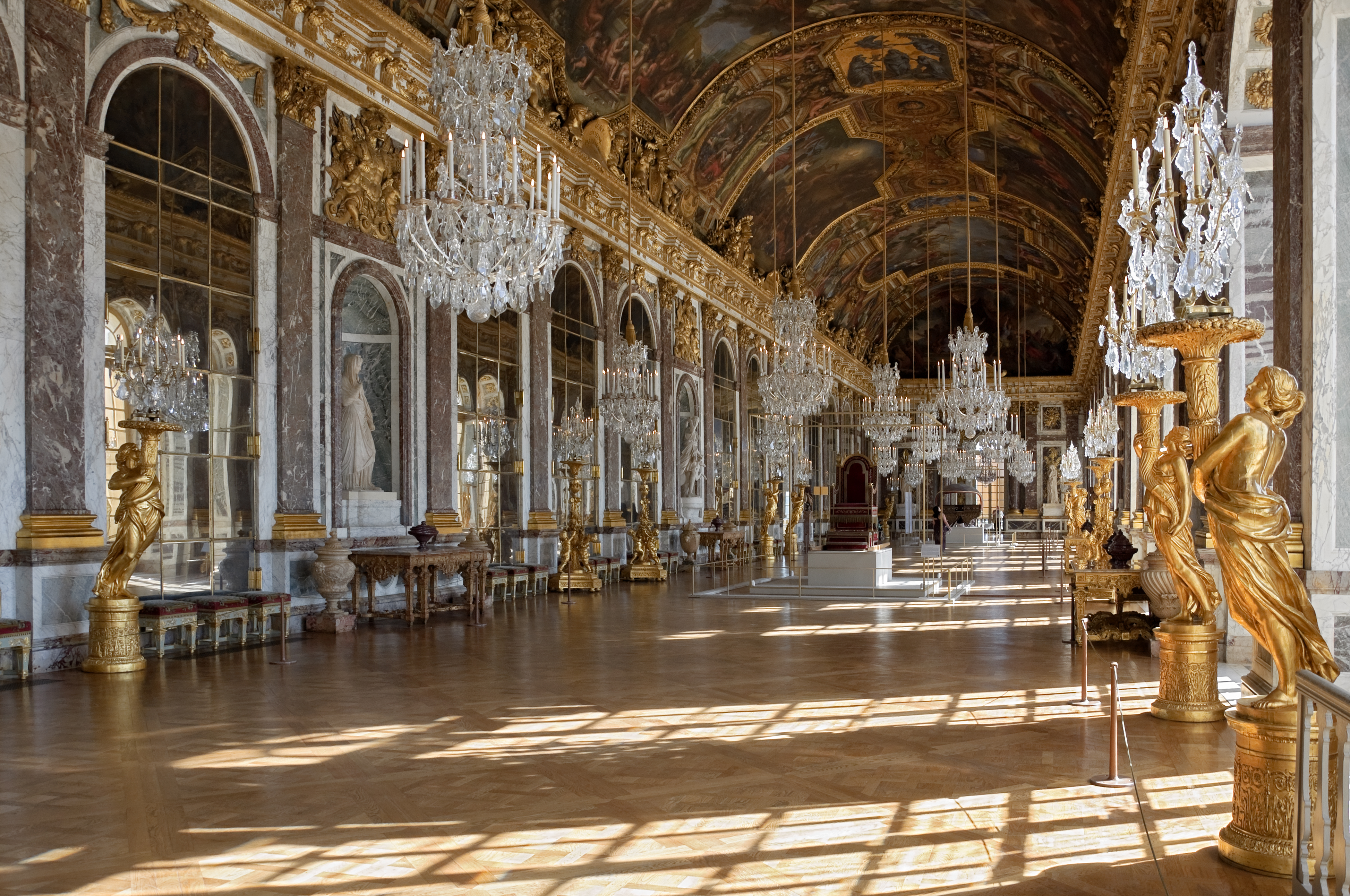
La Galería de los Espejos del Palacio de Versalles

Luis amaba el ballet y danzó con frecuencia en los ballets de la corte durante la primera mitad de su reinado. En general, Luis fue un bailarín entusiasta que interpretó 80 papeles en 40 ballets importantes. Esto se aproxima a la carrera de un bailarín de ballet profesional.
Sus elecciones fueron estratégicas y variadas. Danzó cuatro papeles en tres de las comédies-ballets de Molière, que son obras de teatro acompañadas de música y danza. Luis interpretó a un egipcio en Le Mariage forcé en 1664, a un caballero moro en Le Sicilien en 1667, y tanto a Neptuno como a Apolo en Les Amants magnifiques en 1670.
A veces interpretaba papeles principales que eran apropiadamente reales o divinos (como Neptuno, Apolo o el Sol) Otras veces, adoptaba papeles mundanos antes de aparecer al final en el papel principal. Se considera que, en todo momento, dotó a sus papeles de la suficiente majestuosidad y atrajo la atención con su talento para la danza. Para Luis, el ballet puede que no fuera simplemente una herramienta de manipulación en su maquinaria propagandística. El gran número de actuaciones que realizó, así como la diversidad de papeles que interpretó, pueden servir para indicar una comprensión y un interés más profundos por esta forma de arte.
En realidad, la danza del ballet fue utilizada por Luis como herramienta política para mantener el poder sobre su Estado. Integró profundamente el ballet en las funciones sociales de la corte y fijó la atención de sus nobles en mantener los estándares en la danza del ballet, distrayéndolos eficazmente de las actividades políticas. En 1661, la Academia real de Danza fue fundada por Luis. Pierre Beauchamp, su instructor privado de danza, recibió la orden de Luis de idear un sistema de notación para registrar las representaciones de ballet, lo que hizo con gran éxito. Su trabajo fue adoptado y publicado por Feuillet en 1700 como Choregraphie. Este gran avance en el ballet desempeñó un papel importante en la promoción de la cultura francesa y del ballet en toda Europa durante la época de Luis.
Luis hizo mucho hincapié en la etiqueta en la danza del ballet, lo que se aprecia claramente en "La belle danse" (el estilo noble francés). Se requerían habilidades más exigentes para interpretar esta danza con movimientos muy parecidos a los de la corte, como forma de recordar a los nobles el poder absoluto del rey y su propio estatus. Todos los detalles y reglas estaban comprimidos en cinco posiciones de los cuerpos codificadas por Beauchamp.

## Ancestros
| \| \| \| \| \| \| \| \| \| \| \| \| \| \| \| \| \| \| \| \| 16. Carlos IV de Borbón \| \| \| \| \| \| \| \| \| \| \| \| \| \| \| \| \| \| \| \| \| \| \| \| \| \| \| \| \| \| \| \| \| \| \| \| \| \| \| \| \| \| \| \| \| \| \| \| \| \| \| \| \| \| 8. Antonio de Borbón \| \| \| \| \| \| \| \| \| \| \| \| \| \| \| \| \| \| \| \| \| \| \| \| \| \| \| \| \| \| \| \| \| \| \| \| \| \| \| \| \| \| \| \| \| \| \| \| \| \| \| \| \| \| 17. Francisca de Alençon \| \| \| \| \| \| \| \| \| \| \| \| \| \| \| \| \| \| \| \| \| \| \| \| \| \| \| \| \| \| \| \| \| \| \| \| \| \| \| \| \| \| \| \| \| \| \| \| \| \| \| \| \| \| 4. Enrique IV de Francia \| \| \| \| \| \| \| \| \| \| \| \| \| \| \| \| \| \| \| \| \| \| \| \| \| \| \| \| \| \| \| \| \| \| \| \| \| \| \| \| \| \| \| \| \| \| \| \| \| \| \| \| \| \| 18. Enrique II de Navarra \| \| \| \| \| \| \| \| \| \| \| \| \| \| \| \| \| \| \| \| \| \| \| \| \| \| \| \| \| \| \| \| \| \| \| \| \| \| \| \| \| \| \| \| \| \| \| \| \| \| \| \| \| \| 9. Juana III de Navarra \| \| \| \| \| \| \| \| \| \| \| \| \| \| \| \| \| \| \| \| \| \| \| \| \| \| \| \| \| \| \| \| \| \| \| \| \| \| \| \| \| \| \| \| \| \| \| \| \| \| \| \| \| \| 19. Margarita de Angulema \| \| \| \| \| \| \| \| \| \| \| \| \| \| \| \| \| \| \| \| \| \| \| \| \| \| \| \| \| \| \| \| \| \| \| \| \| \| \| \| \| \| \| \| \| \| \| \| \| \| \| \| \| \| 2. Luis XIII de Francia \| \| \| \| \| \| \| \| \| \| \| \| \| \| \| \| \| \| \| \| \| \| \| \| \| \| \| \| \| \| \| \| \| \| \| \| \| \| \| \| \| \| \| \| \| \| \| \| \| \| \| \| \| \| 20. Cosme I de Médici \| \| \| \| \| \| \| \| \| \| \| \| \| \| \| \| \| \| \| \| \| \| \| \| \| \| \| \| \| \| \| \| \| \| \| \| \| \| \| \| \| \| \| \| \| \| \| \| \| \| \| \| \| \| 10. Francisco I de Médici \| \| \| \| \| \| \| \| \| \| \| \| \| \| \| \| \| \| \| \| \| \| \| \| \| \| \| \| \| \| \| \| \| \| \| \| \| \| \| \| \| \| \| \| \| \| \| \| \| \| \| \| \| \| 21. Doña Leonor Álvarez de Toledo \| \| \| \| \| \| \| \| \| \| \| \| \| \| \| \| \| \| \| \| \| \| \| \| \| \| \| \| \| \| \| \| \| \| \| \| \| \| \| \| \| \| \| \| \| \| \| \| \| \| \| \| \| \| 5. María de Médici \| \| \| \| \| \| \| \| \| \| \| \| \| \| \| \| \| \| \| \| \| \| \| \| \| \| \| \| \| \| \| \| \| \| \| \| \| \| \| \| \| \| \| \| \| \| \| \| \| \| \| \| \| \| 22. Fernando I de Habsburgo (=28) \| \| \| \| \| \| \| \| \| \| \| \| \| \| \| \| \| \| \| \| \| \| \| \| \| \| \| \| \| \| \| \| \| \| \| \| \| \| \| \| \| \| \| \| \| \| \| \| \| \| \| \| \| \| 11. Juana de Habsburgo-Jagellón \| \| \| \| \| \| \| \| \| \| \| \| \| \| \| \| \| \| \| \| \| \| \| \| \| \| \| \| \| \| \| \| \| \| \| \| \| \| \| \| \| \| \| \| \| \| \| \| \| \| \| \| \| \| 23. Ana de Bohemia y Hungría (=29) \| \| \| \| \| \| \| \| \| \| \| \| \| \| \| \| \| \| \| \| \| \| \| \| \| \| \| \| \| \| \| \| \| \| \| \| \| \| \| \| \| \| \| \| \| \| \| \| \| \| \| \| \| \| 1. Luis XIV de Francia \| \| \| \| \| \| \| \| \| \| \| \| \| \| \| \| \| \| \| \| \| \| \| \| \| \| \| \| \| \| \| \| \| \| \| \| \| \| \| \| \| \| \| \| \| \| \| \| \| \| \| \| \| \| 24. Carlos I de España \| \| \| \| \| \| \| \| \| \| \| \| \| \| \| \| \| \| \| \| \| \| \| \| \| \| \| \| \| \| \| \| \| \| \| \| \| \| \| \| \| \| \| \| \| \| \| \| \| \| \| \| \| \| 12. Felipe II de España \| \| \| \| \| \| \| \| \| \| \| \| \| \| \| \| \| \| \| \| \| \| \| \| \| \| \| \| \| \| \| \| \| \| \| \| \| \| \| \| \| \| \| \| \| \| \| \| \| \| \| \| \| \| 25. Isabel de Portugal \| \| \| \| \| \| \| \| \| \| \| \| \| \| \| \| \| \| \| \| \| \| \| \| \| \| \| \| \| \| \| \| \| \| \| \| \| \| \| \| \| \| \| \| \| \| \| \| \| \| \| \| \| \| 6. Felipe III de España \| \| \| \| \| \| \| \| \| \| \| \| \| \| \| \| \| \| \| \| \| \| \| \| \| \| \| \| \| \| \| \| \| \| \| \| \| \| \| \| \| \| \| \| \| \| \| \| \| \| \| \| \| \| 26. Maximiliano II de Habsburgo \| \| \| \| \| \| \| \| \| \| \| \| \| \| \| \| \| \| \| \| \| \| \| \| \| \| \| \| \| \| \| \| \| \| \| \| \| \| \| \| \| \| \| \| \| \| \| \| \| \| \| \| \| \| 13. Ana de Austria \| \| \| \| \| \| \| \| \| \| \| \| \| \| \| \| \| \| \| \| \| \| \| \| \| \| \| \| \| \| \| \| \| \| \| \| \| \| \| \| \| \| \| \| \| \| \| \| \| \| \| \| \| \| 27. María de Austria \| \| \| \| \| \| \| \| \| \| \| \| \| \| \| \| \| \| \| \| \| \| \| \| \| \| \| \| \| \| \| \| \| \| \| \| \| \| \| \| \| \| \| \| \| \| \| \| \| \| \| \| \| \| 3. Ana de Austria \| \| \| \| \| \| \| \| \| \| \| \| \| \| \| \| \| \| \| \| \| \| \| \| \| \| \| \| \| \| \| \| \| \| \| \| \| \| \| \| \| \| \| \| \| \| \| \| \| \| \| \| \| \| 28. Fernando I de Habsburgo (=22) \| \| \| \| \| \| \| \| \| \| \| \| \| \| \| \| \| \| \| \| \| \| \| \| \| \| \| \| \| \| \| \| \| \| \| \| \| \| \| \| \| \| \| \| \| \| \| \| \| \| \| \| \| \| 14. Carlos II de Estiria \| \| \| \| \| \| \| \| \| \| \| \| \| \| \| \| \| \| \| \| \| \| \| \| \| \| \| \| \| \| \| \| \| \| \| \| \| \| \| \| \| \| \| \| \| \| \| \| \| \| \| \| \| \| 29. Ana de Bohemia y Hungría (=23) \| \| \| \| \| \| \| \| \| \| \| \| \| \| \| \| \| \| \| \| \| \| \| \| \| \| \| \| \| \| \| \| \| \| \| \| \| \| \| \| \| \| \| \| \| \| \| \| \| \| \| \| \| \| 7. Margarita de Austria \| \| \| \| \| \| \| \| \| \| \| \| \| \| \| \| \| \| \| \| \| \| \| \| \| \| \| \| \| \| \| \| \| \| \| \| \| \| \| \| \| \| \| \| \| \| \| \| \| \| \| \| \| \| 30. Alberto V de Baviera \| \| \| \| \| \| \| \| \| \| \| \| \| \| \| \| \| \| \| \| \| \| \| \| \| \| \| \| \| \| \| \| \| \| \| \| \| \| \| \| \| \| \| \| \| \| \| \| \| \| \| \| \| \| 15. María Ana de Baviera \| \| \| \| \| \| \| \| \| \| \| \| \| \| \| \| \| \| \| \| \| \| \| \| \| \| \| \| \| \| \| \| \| \| \| \| \| \| \| \| \| \| \| \| \| \| \| \| \| \| \| \| \| \| 31. Ana de Habsburgo-Jagellón \| \| \| \| \| \| \| \| \| \| \| \| \| \| \| \| \| \| \| \| \| \| \| \| \| \| \| \| \| \| \| \| \| \| \| \| \| \| \| \| \| \| \| \| \| \| \| \| \| \| \| \| |                                    |  |  |  |  |  |  |  |  |  |  |  |  |  |  |  |
| |                                    |  |  |  |  |  |  |  |  |  |  |  |  |  |  |  |
| | 16. Carlos IV de Borbón            |  |  |  |  |  |  |  |  |  |  |  |  |  |  |  |
| |                                    |  |  |  |  |  |  |  |  |  |  |  |  |  |  |  |
| |                                    |  |  |  |  |  |  |  |  |  |  |  |  |  |  |  |
| | 8. Antonio de Borbón               |  |  |  |  |  |  |  |  |  |  |  |  |  |  |  |
| |                                    |  |  |  |  |  |  |  |  |  |  |  |  |  |  |  |
| |                                    |  |  |  |  |  |  |  |  |  |  |  |  |  |  |  |
| | 17. Francisca de Alençon           |  |  |  |  |  |  |  |  |  |  |  |  |  |  |  |
| |                                    |  |  |  |  |  |  |  |  |  |  |  |  |  |  |  |
| |                                    |  |  |  |  |  |  |  |  |  |  |  |  |  |  |  |
| | 4. Enrique IV de Francia           |  |  |  |  |  |  |  |  |  |  |  |  |  |  |  |
| |                                    |  |  |  |  |  |  |  |  |  |  |  |  |  |  |  |
| |                                    |  |  |  |  |  |  |  |  |  |  |  |  |  |  |  |
| | 18. Enrique II de Navarra          |  |  |  |  |  |  |  |  |  |  |  |  |  |  |  |
| |                                    |  |  |  |  |  |  |  |  |  |  |  |  |  |  |  |
| |                                    |  |  |  |  |  |  |  |  |  |  |  |  |  |  |  |
| | 9. Juana III de Navarra            |  |  |  |  |  |  |  |  |  |  |  |  |  |  |  |
| |                                    |  |  |  |  |  |  |  |  |  |  |  |  |  |  |  |
| |                                    |  |  |  |  |  |  |  |  |  |  |  |  |  |  |  |
| | 19. Margarita de Angulema          |  |  |  |  |  |  |  |  |  |  |  |  |  |  |  |
| |                                    |  |  |  |  |  |  |  |  |  |  |  |  |  |  |  |
| |                                    |  |  |  |  |  |  |  |  |  |  |  |  |  |  |  |
| | 2. Luis XIII de Francia            |  |  |  |  |  |  |  |  |  |  |  |  |  |  |  |
| |                                    |  |  |  |  |  |  |  |  |  |  |  |  |  |  |  |
| |                                    |  |  |  |  |  |  |  |  |  |  |  |  |  |  |  |
| | 20. Cosme I de Médici              |  |  |  |  |  |  |  |  |  |  |  |  |  |  |  |
| |                                    |  |  |  |  |  |  |  |  |  |  |  |  |  |  |  |
| |                                    |  |  |  |  |  |  |  |  |  |  |  |  |  |  |  |
| | 10. Francisco I de Médici          |  |  |  |  |  |  |  |  |  |  |  |  |  |  |  |
| |                                    |  |  |  |  |  |  |  |  |  |  |  |  |  |  |  |
| |                                    |  |  |  |  |  |  |  |  |  |  |  |  |  |  |  |
| | 21. Doña Leonor Álvarez de Toledo  |  |  |  |  |  |  |  |  |  |  |  |  |  |  |  |
| |                                    |  |  |  |  |  |  |  |  |  |  |  |  |  |  |  |
| |                                    |  |  |  |  |  |  |  |  |  |  |  |  |  |  |  |
| | 5. María de Médici                 |  |  |  |  |  |  |  |  |  |  |  |  |  |  |  |
| |                                    |  |  |  |  |  |  |  |  |  |  |  |  |  |  |  |
| |                                    |  |  |  |  |  |  |  |  |  |  |  |  |  |  |  |
| | 22. Fernando I de Habsburgo (=28)  |  |  |  |  |  |  |  |  |  |  |  |  |  |  |  |
| |                                    |  |  |  |  |  |  |  |  |  |  |  |  |  |  |  |
| |                                    |  |  |  |  |  |  |  |  |  |  |  |  |  |  |  |
| | 11. Juana de Habsburgo-Jagellón    |  |  |  |  |  |  |  |  |  |  |  |  |  |  |  |
| |                                    |  |  |  |  |  |  |  |  |  |  |  |  |  |  |  |
| |                                    |  |  |  |  |  |  |  |  |  |  |  |  |  |  |  |
| | 23. Ana de Bohemia y Hungría (=29) |  |  |  |  |  |  |  |  |  |  |  |  |  |  |  |
| |                                    |  |  |  |  |  |  |  |  |  |  |  |  |  |  |  |
| |                                    |  |  |  |  |  |  |  |  |  |  |  |  |  |  |  |
| | 1. Luis XIV de Francia             |  |  |  |  |  |  |  |  |  |  |  |  |  |  |  |
| |                                    |  |  |  |  |  |  |  |  |  |  |  |  |  |  |  |
| |                                    |  |  |  |  |  |  |  |  |  |  |  |  |  |  |  |
| | 24. Carlos I de España             |  |  |  |  |  |  |  |  |  |  |  |  |  |  |  |
| |                                    |  |  |  |  |  |  |  |  |  |  |  |  |  |  |  |
| |                                    |  |  |  |  |  |  |  |  |  |  |  |  |  |  |  |
| | 12. Felipe II de España            |  |  |  |  |  |  |  |  |  |  |  |  |  |  |  |
| |                                    |  |  |  |  |  |  |  |  |  |  |  |  |  |  |  |
| |                                    |  |  |  |  |  |  |  |  |  |  |  |  |  |  |  |
| | 25. Isabel de Portugal             |  |  |  |  |  |  |  |  |  |  |  |  |  |  |  |
| |                                    |  |  |  |  |  |  |  |  |  |  |  |  |  |  |  |
| |                                    |  |  |  |  |  |  |  |  |  |  |  |  |  |  |  |
| | 6. Felipe III de España            |  |  |  |  |  |  |  |  |  |  |  |  |  |  |  |
| |                                    |  |  |  |  |  |  |  |  |  |  |  |  |  |  |  |
| |                                    |  |  |  |  |  |  |  |  |  |  |  |  |  |  |  |
| | 26. Maximiliano II de Habsburgo    |  |  |  |  |  |  |  |  |  |  |  |  |  |  |  |
| |                                    |  |  |  |  |  |  |  |  |  |  |  |  |  |  |  |
| |                                    |  |  |  |  |  |  |  |  |  |  |  |  |  |  |  |
| | 13. Ana de Austria                 |  |  |  |  |  |  |  |  |  |  |  |  |  |  |  |
| |                                    |  |  |  |  |  |  |  |  |  |  |  |  |  |  |  |
| |                                    |  |  |  |  |  |  |  |  |  |  |  |  |  |  |  |
| | 27. María de Austria               |  |  |  |  |  |  |  |  |  |  |  |  |  |  |  |
| |                                    |  |  |  |  |  |  |  |  |  |  |  |  |  |  |  |
| |                                    |  |  |  |  |  |  |  |  |  |  |  |  |  |  |  |
| | 3. Ana de Austria                  |  |  |  |  |  |  |  |  |  |  |  |  |  |  |  |
| |                                    |  |  |  |  |  |  |  |  |  |  |  |  |  |  |  |
| |                                    |  |  |  |  |  |  |  |  |  |  |  |  |  |  |  |
| | 28. Fernando I de Habsburgo (=22)  |  |  |  |  |  |  |  |  |  |  |  |  |  |  |  |
| |                                    |  |  |  |  |  |  |  |  |  |  |  |  |  |  |  |
| |                                    |  |  |  |  |  |  |  |  |  |  |  |  |  |  |  |
| | 14. Carlos II de Estiria           |  |  |  |  |  |  |  |  |  |  |  |  |  |  |  |
| |                                    |  |  |  |  |  |  |  |  |  |  |  |  |  |  |  |
| |                                    |  |  |  |  |  |  |  |  |  |  |  |  |  |  |  |
| | 29. Ana de Bohemia y Hungría (=23) |  |  |  |  |  |  |  |  |  |  |  |  |  |  |  |
| |                                    |  |  |  |  |  |  |  |  |  |  |  |  |  |  |  |
| |                                    |  |  |  |  |  |  |  |  |  |  |  |  |  |  |  |
| | 7. Margarita de Austria            |  |  |  |  |  |  |  |  |  |  |  |  |  |  |  |
| |                                    |  |  |  |  |  |  |  |  |  |  |  |  |  |  |  |
| |                                    |  |  |  |  |  |  |  |  |  |  |  |  |  |  |  |
| | 30. Alberto V de Baviera           |  |  |  |  |  |  |  |  |  |  |  |  |  |  |  |
| |                                    |  |  |  |  |  |  |  |  |  |  |  |  |  |  |  |
| |                                    |  |  |  |  |  |  |  |  |  |  |  |  |  |  |  |
| | 15. María Ana de Baviera           |  |  |  |  |  |  |  |  |  |  |  |  |  |  |  |
| |                                    |  |  |  |  |  |  |  |  |  |  |  |  |  |  |  |
| |                                    |  |  |  |  |  |  |  |  |  |  |  |  |  |  |  |
| | 31. Ana de Habsburgo-Jagellón      |  |  |  |  |  |  |  |  |  |  |  |  |  |  |  |
| |                                    |  |  |  |  |  |  |  |  |  |  |  |  |  |  |  |
| |                                    |  |  |  |  |  |  |  |  |  |  |  |  |  |  |  |

## Descendencia

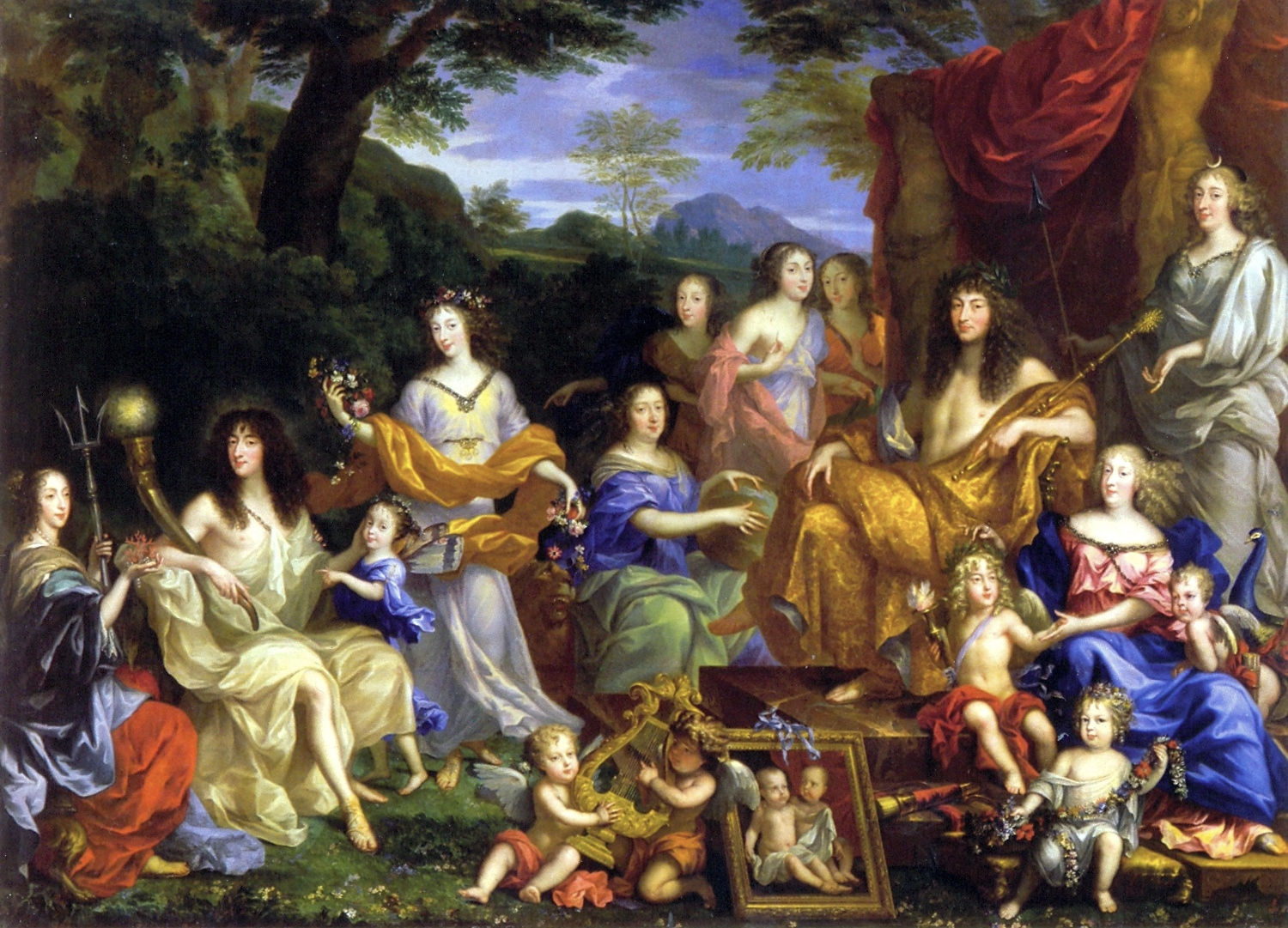
La familia de Luis XIV donde aparece como Apolo, por Jean Nocret.

### Con María Teresa de Austria
De su matrimonio con su primera esposa, su prima hermana María Teresa de Austria, tuvo seis hijos, de los cuales solo uno llegó a edad adulta:
1. Luis (1 de noviembre de 1661-14 de abril de 1711), delfín de Francia; conocido como El Gran Delfín.
2. Ana Isabel (18 de noviembre de 1662-30 de diciembre de 1662);
3. María Ana (16 de noviembre de 1664-26 de diciembre de 1664);
4. María Teresa de Francia (2 de enero de 1667-1 de marzo de 1672);
5. Felipe Carlos (5 de agosto de 1668-10 de julio de 1671).
6. Luis Francisco (14 de junio de 1672-4 de noviembre de 1672).

### Con Luisa de La Vallière
Con Luisa de La Vallière tuvo cuatro hijos, de los cuales solo sobrevivieron dos que serían legitimados:
1. Carlos de Borbón (1663-1665); no fue legitimado;
2. Felipe de Borbón (1665-1666); no fue legitimado;
3. María Ana de Borbón (1666-1739), Mademoiselle de Blois, casada con Luis Armando de Borbón, Príncipe de Conti; fue legitimada el 14 de mayo de 1667;
4. Luis de Borbón (1667-1683), conde de Vermandois; legitimado el 20 de febrero de 1669.

### Con Madame de Montespan
Con Madame de Montespan tuvo siete hijos:
1. Luisa Francisca de Borbón (1669-1672);
2. Luis Augusto de Borbón (1670-1736), duque de Maine;
3. Luis César de Borbón (1672-1683), conde de Vexin y abad de Saint-Germain-des-Prés;
4. Luisa Francisca de Borbón (1673-1743), Mademoiselle de Nantes, esposa de Luis de Borbón, duque de Borbón y VI príncipe de Condé;
5. Luisa María Ana de Borbón (1674-1681), Mademoiselle de Tours;
6. Francisca María (1677-1749), la segunda Mademoiselle de Blois, que sería esposa de Felipe de Orleans, duque de Chartres y futuro Regente de Francia a la muerte de Luis XIV;
7. Luis Alejandro (1678-1737), conde de Toulouse.

### Con Claudia de Vin des Œillets
- Luisa de Maisonblanche (1676-1718), casada con Bernardo de Prez y Baronesa de La Queue, no legitimada.

### Con María Angélica de Scorailles
Con María Angélica de Scorailles tuvo dos hijos:
1. Un hijo (1679) que murió poco después de nacer.
2. Una hija (1681) muerta al nacer. La madre murió probablemente como consecuencia de complicaciones derivadas del parto.

## Legado

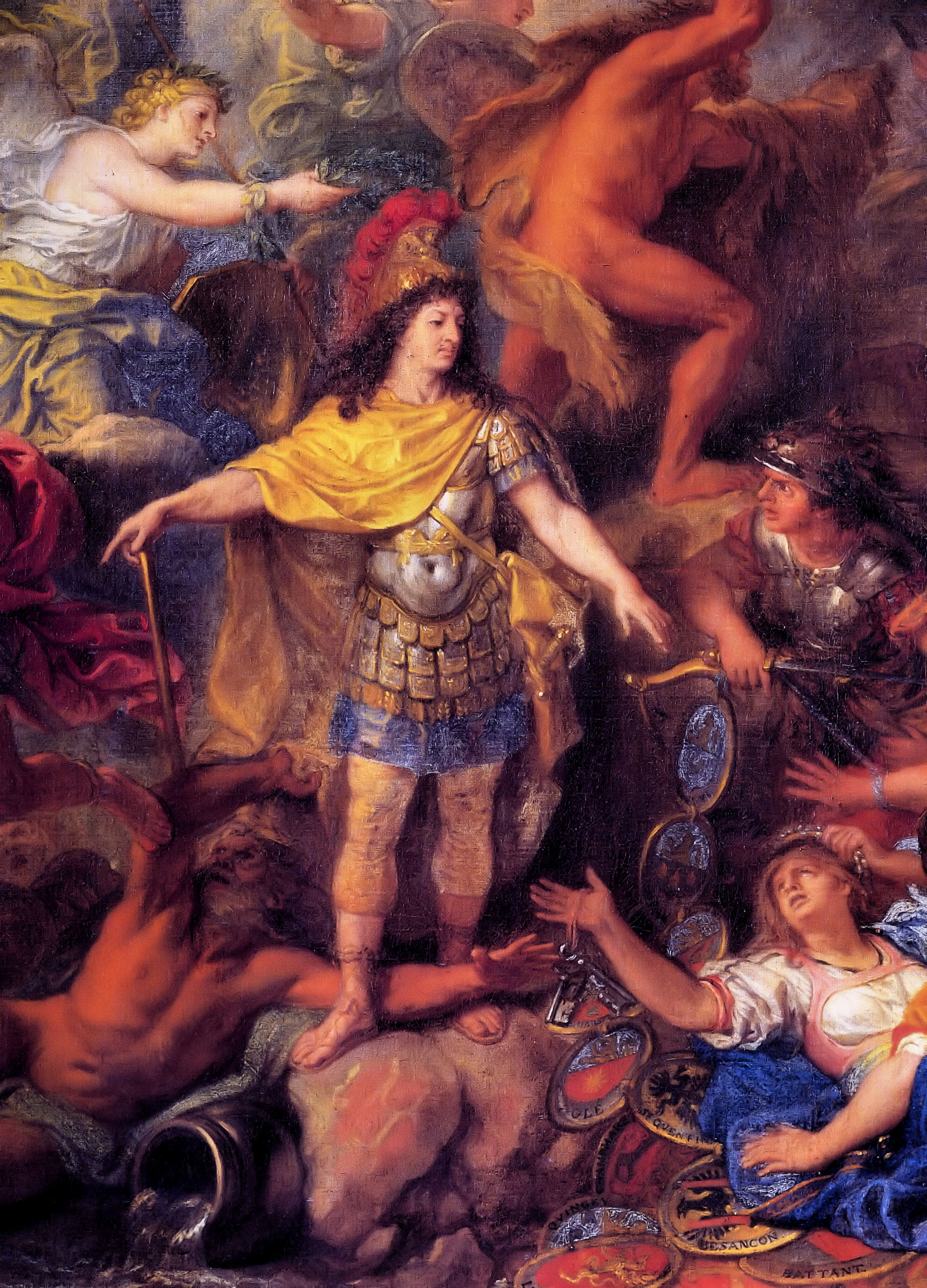
Una alegoría a Luis XIV, por Charles Le Brun.

El reinado de Luis XIV es considerado el más grande de la historia francesa. Luis XIV colocó a un Borbón en el trono español, hasta entonces el principal enemigo francés, acabando así con siglos de rivalidad con dicho país europeo que se remontaba a la época de Carlos I. Los Borbones se mantuvieron en el trono español durante el resto del siglo XVIII, pero a partir de 1808 fueron derrocados y restaurados varias veces. Sus guerras y extravagantes palacios llevaron a la bancarrota al estado (aunque es cierto que Francia se recuperó en solo unos años), lo que le llevó a subir los impuestos a los campesinos, ya que la nobleza y el clero estaban exentos de pagar impuestos.
No obstante, Luis XIV colocó a Francia en una posición predominante en Europa, añadiendo al país diez nuevas provincias y un imperio. A pesar de las alianzas oponentes de varias potencias europeas, Luis continuó cosechando triunfos e incrementando el territorio, el poder y la influencia francesa. Como resultado de las victorias militares así como los logros culturales, Europa admiraría a Francia y su cultura, comida, estilo de vida, etc.; el francés se convertiría en la lingua franca para toda la élite europea, incluso hasta la lejana Rusia de los Románov. La Europa de la Ilustración miraría al reinado de Luis como un ejemplo a imitar. Sin embargo, el duque de Saint Simon, a quien no le gustaba Luis XIV, diría: 

No había nada que le gustara más que los halagos o, por decirlo más claro, la adulación; cuanto más vasta y torpe era esa adulación, con más placer la acogía... Su vanidad era perpetuamente alimentada —incluso los predicadores acostumbraban a halagarle desde el púlpito.

No obstante, incluso el alemán Leibniz, que era protestante, se referiría a él como «uno de los más grandes reyes que jamás hayan existido». Voltaire, el apóstol de la Ilustración, lo comparó con Augusto y se refirió a su reinado como «época eternamente memorable», apodando a la «Era de Luis XIV» como el «Gran Siglo» (Le Grand Siècle).

## Tratamientos
| ● 1638-1643: | Su alteza real el delfín de Francia        |
| ● 1643-1715: | Su majestad el rey de Francia y de Navarra |

## Títulos
| Predecesor: Luis XIII       | Rey de Francia y de Navarra Copríncipe de Andorra 1643-1715 regencia de Ana de Austria (1643-1651) | Sucesor: Luis XV                        |
| Predecesor: Luis XIII       | Conde rival de Barcelona (en guerra contra Felipe IV de España) 1643-1652                          | Sucedido por: Felipe IV de España       |
| Predecesor: Luis de Francia | Delfín de Francia 1638-1643                                                                        | Sucesor: Luis de Francia el Gran Delfín |